# فهرست برندگان مدال المپیک زمستانی ۲۰۱۴
بازی‌های المپیک زمستانی ۲۰۱۴، با نام رسمی بازی‌های زمستانی المپیک XXII یا بیست و دومین بازی‌های المپیک زمستانی، از ۷ تا ۲۳ فوریه ۲۰۱۴ در سوچی روسیه برگزار شد. در این دوره ۹۸ رویداد در ۱۵ رشته ورزشی زمستانی برگزار شد که در هر رشته مدال‌های طلا، نقره و برنز اهدا شد. این بازی‌ها تحت تأثیر رسوایی دوپینگ روسیه قرار گرفتند و ۶ مدال از ۳۳ مدال اصلی روسیه به دلیل نقض دوپینگ محروم شدند.

## اسکی آلپاین

### رویدادهای مردان

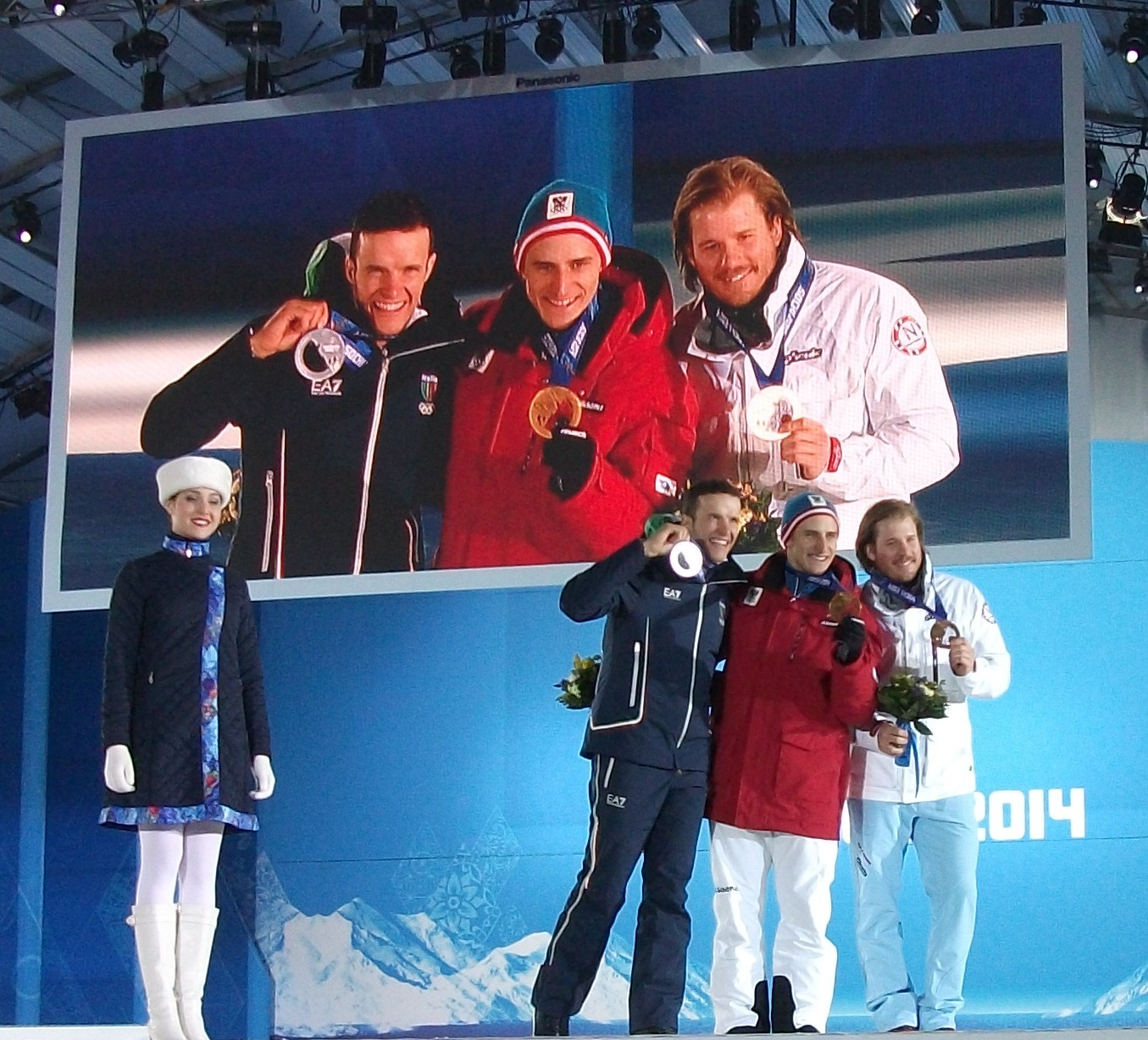
مدال آوران سراشیبی مردان

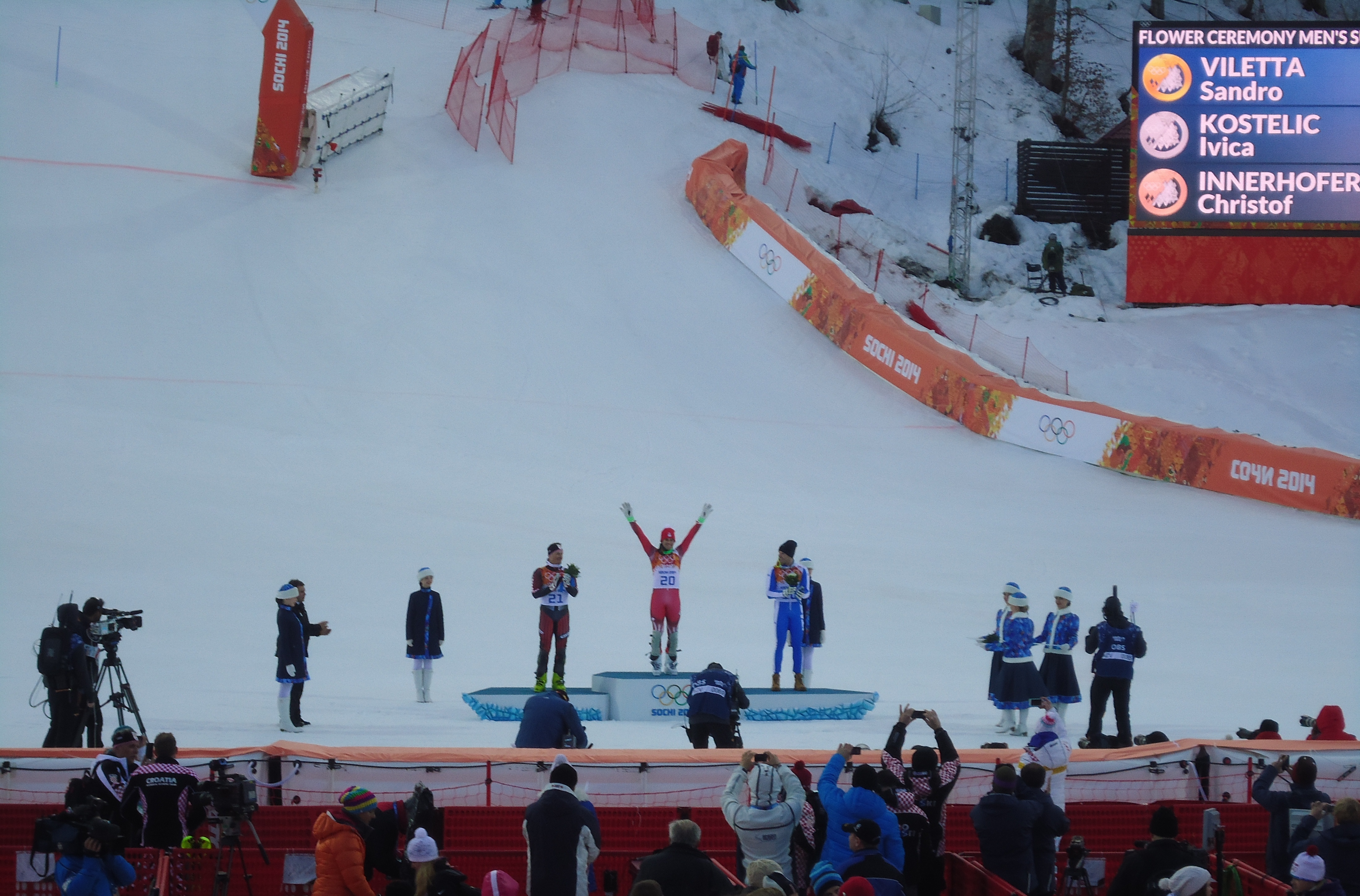
مدال آوران سوپر ترکیبی مردان

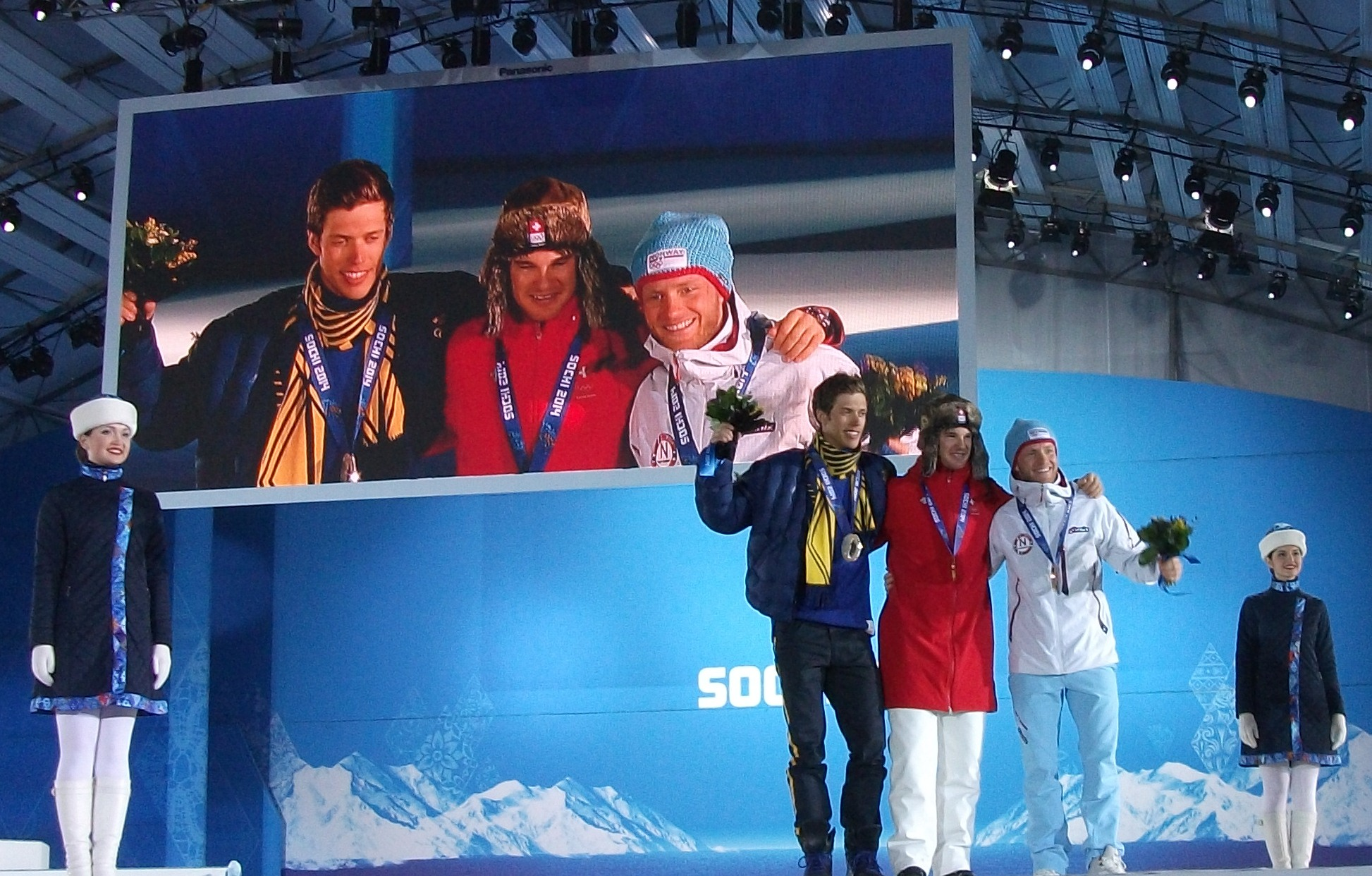
مدال آوران اسکیاتلون

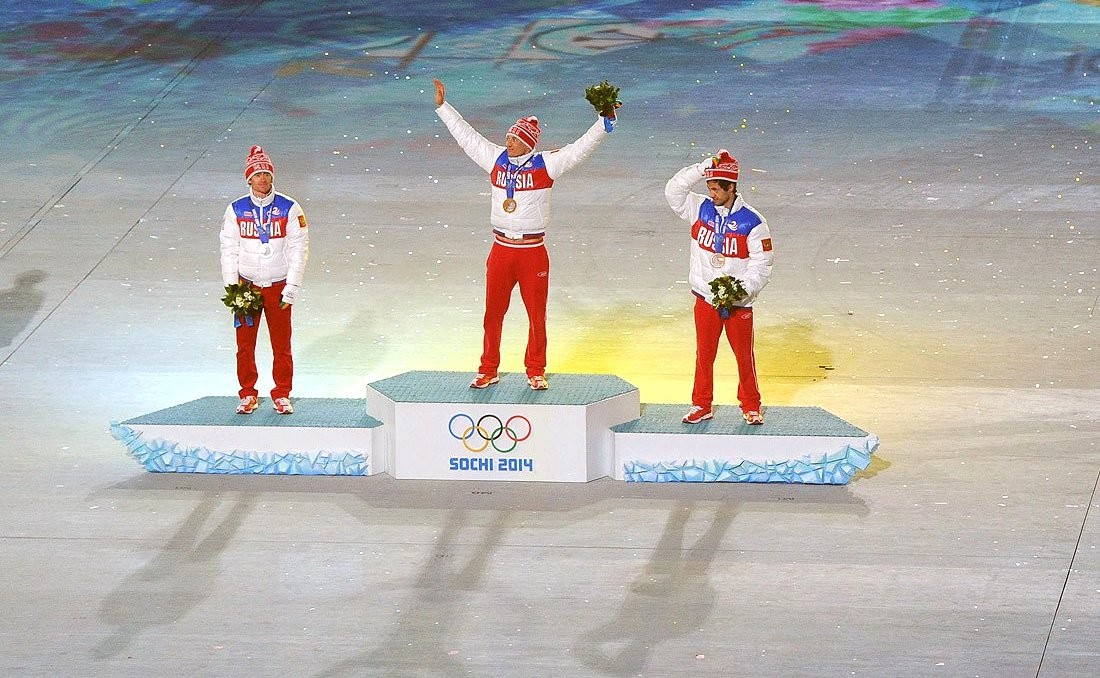
مدال آوران ۵۰ کیلومتر آزاد.

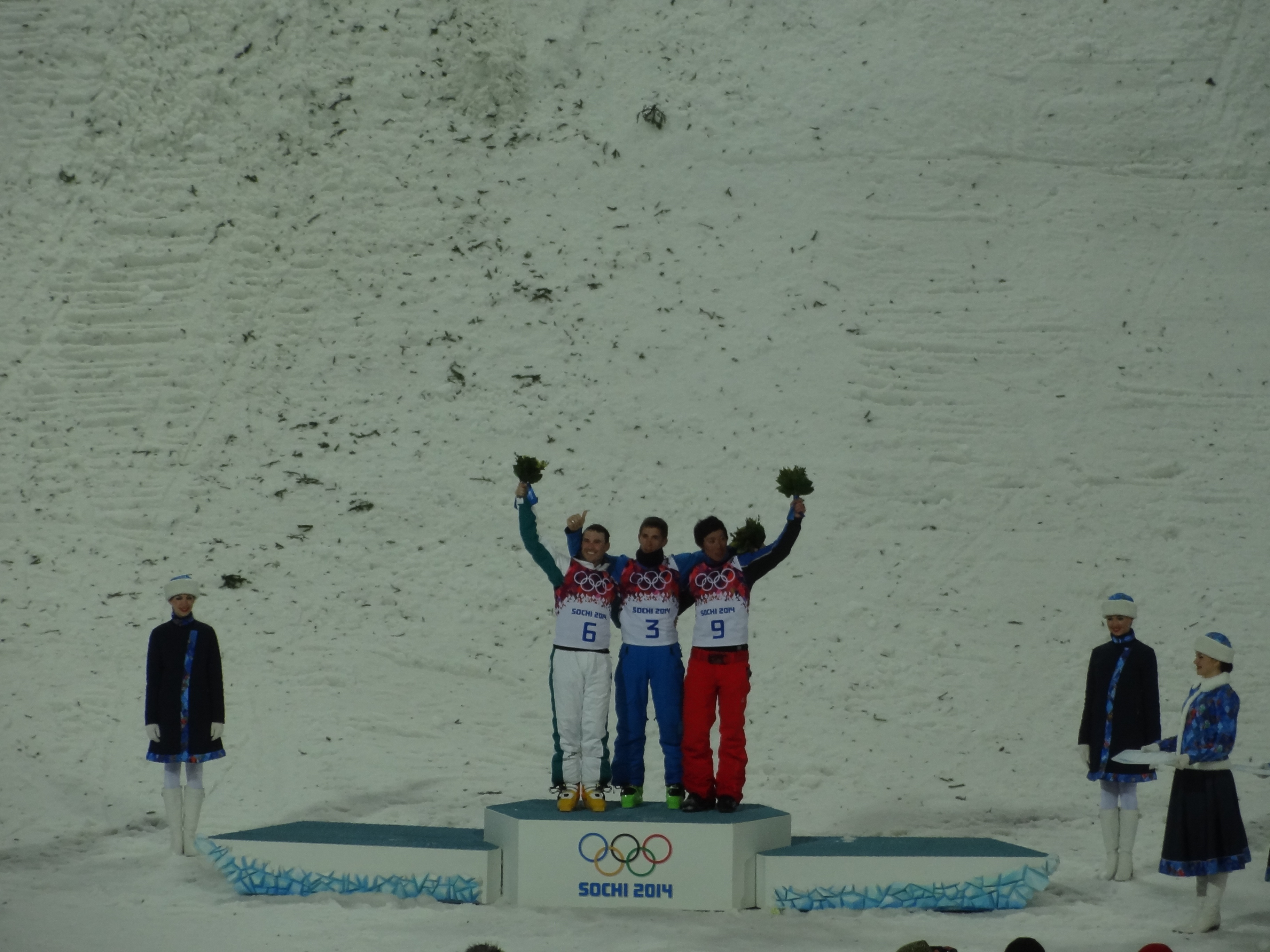
دارندگان مدال‌های هوایی مردان

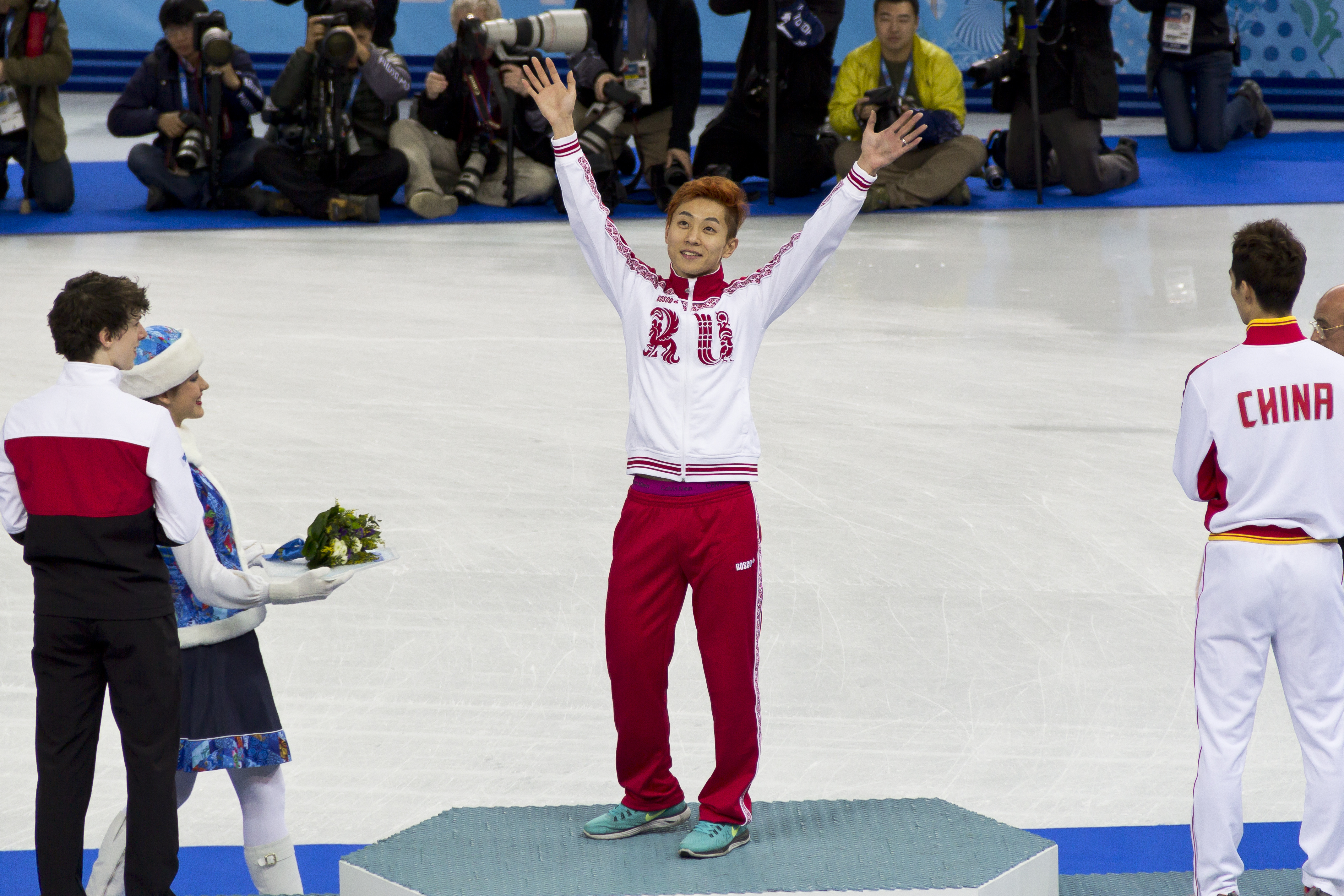
مدال آوران اسکیت سرعت پیست کوتاه ۵۰۰ متر مردان

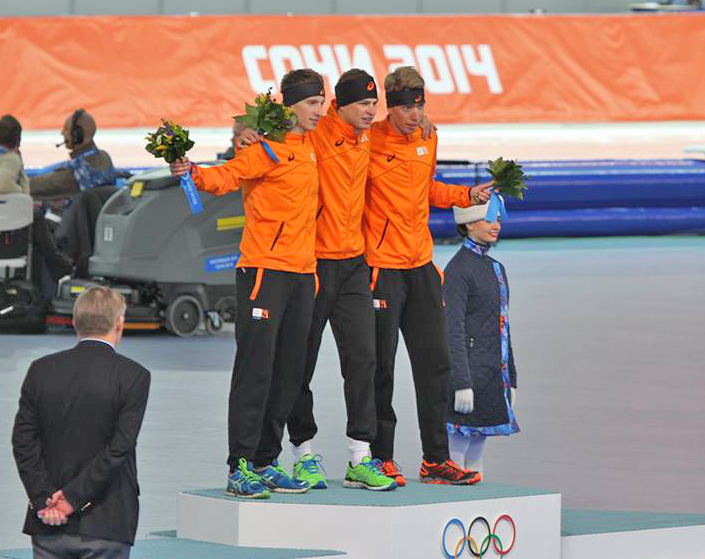
مدال آوران اسکیت سرعت ۵۰۰۰ متر مردان

دو مدال برنز، یک مدال به کانادا و یکی به ایالات متحده، برای مقام سوم مسابقات سوپر جی مردان اهدا شد.
| Event        | طلا                           | نقره                                | برنز                           |
| Downhill     | ماتیاس مایر · اتریش           | کریستوف اینرهاوفر · ایتالیا         | شیتیل یانسرود · نروژ           |
| Super-G      | شیتیل یانسرود · نروژ          | اندرو وایبرکت · ایالات متحده آمریکا | جان هودک · کانادا              |
| Super-G      | شیتیل یانسرود · نروژ          | اندرو وایبرکت · ایالات متحده آمریکا | بود میلر · ایالات متحده آمریکا |
| Giant slalom | تد لگتی · ایالات متحده آمریکا | استیو میسیلیه · فرانسه              | الکسی پنتورو · فرانسه          |
| Slalom       | ماریو مات · اتریش             | مارسل هیرشر · اتریش                 | هنریک کریستوفرسن · نروژ        |
| Combined     | ساندرو ویلتا · سوئیس          | ایوایکا کوستلیچ · کرواسی            | کریستوف اینرهاوفر · ایتالیا    |

### رویدادهای زنان

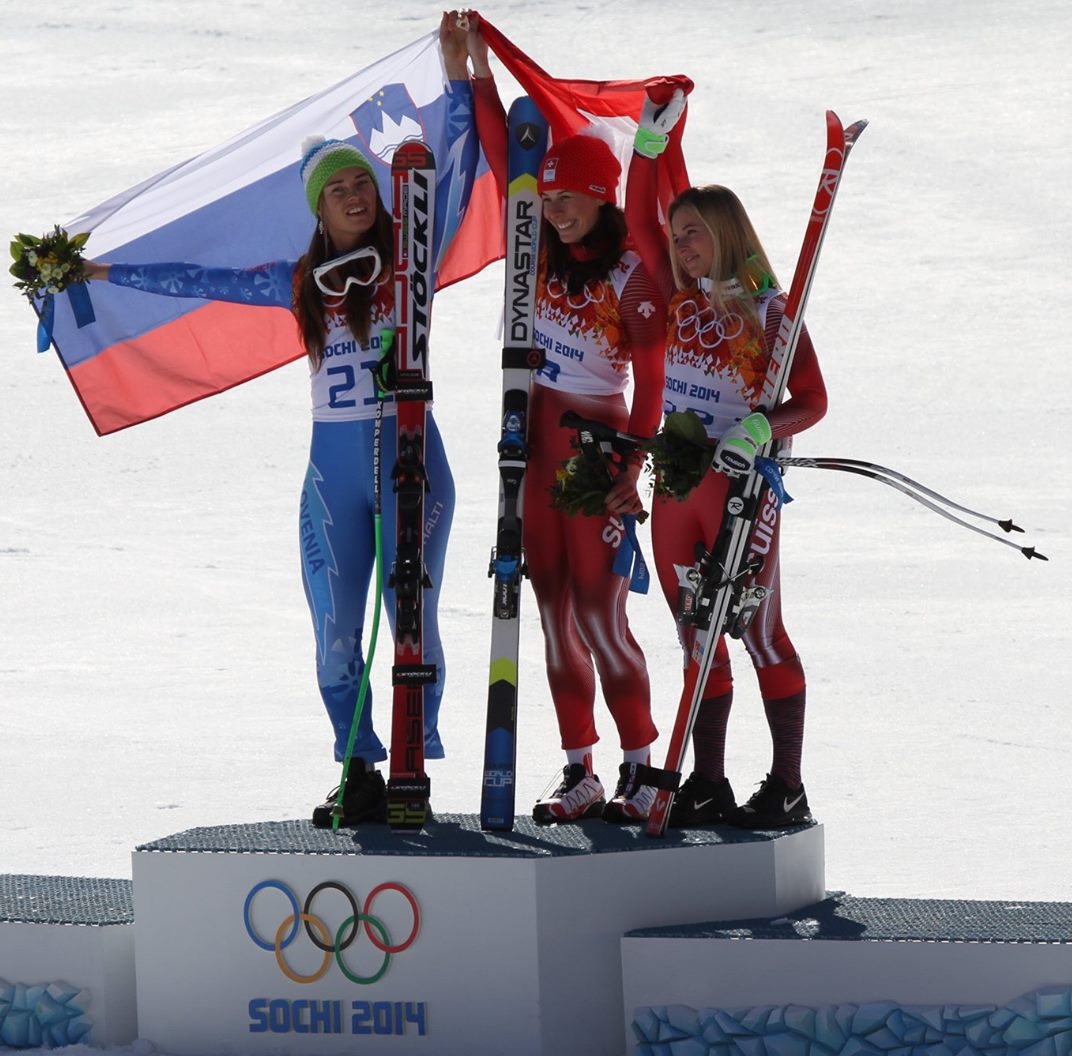
مدال آوران سراشیبی بانوان

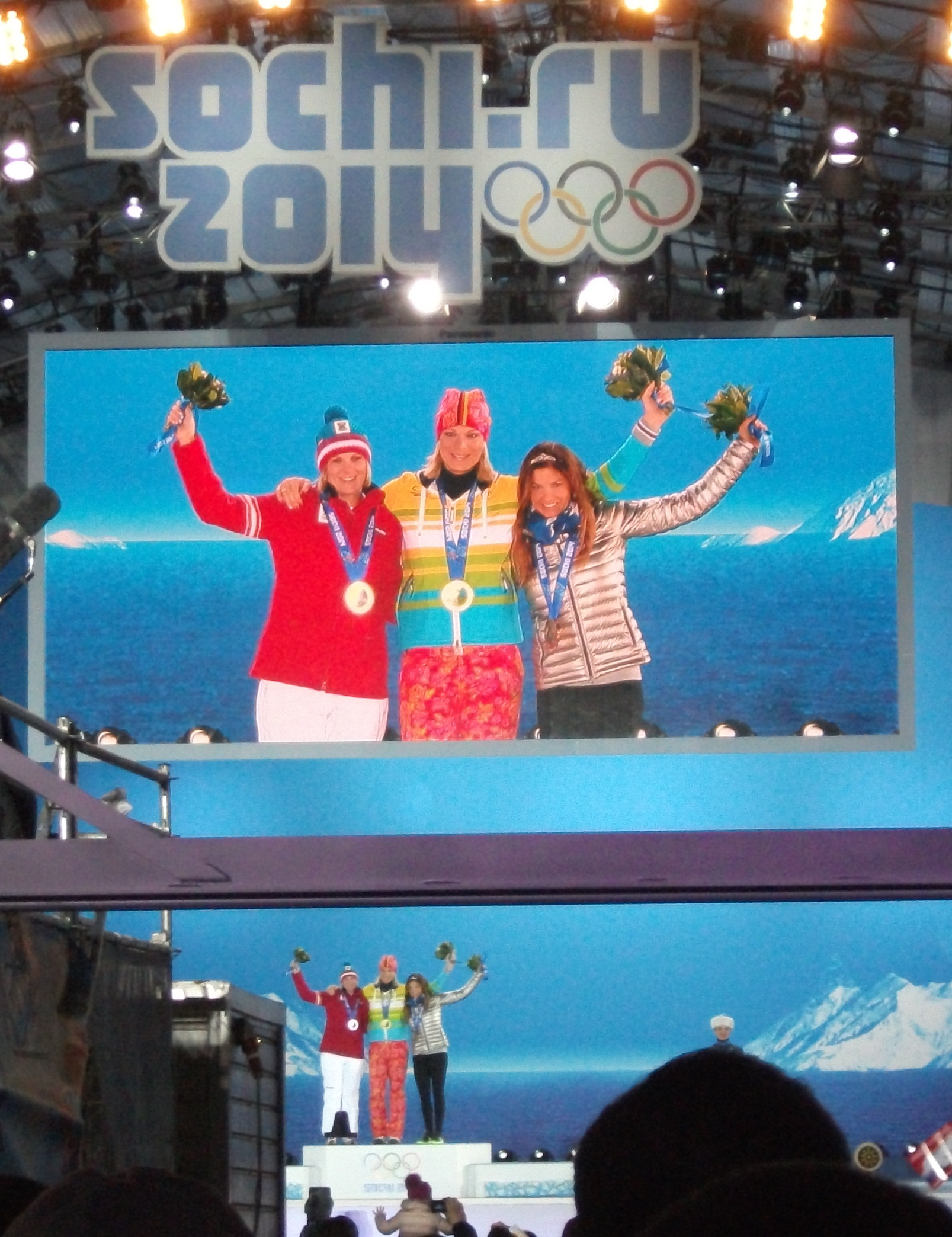
مدال آوران سوپر ترکیبی بانوان

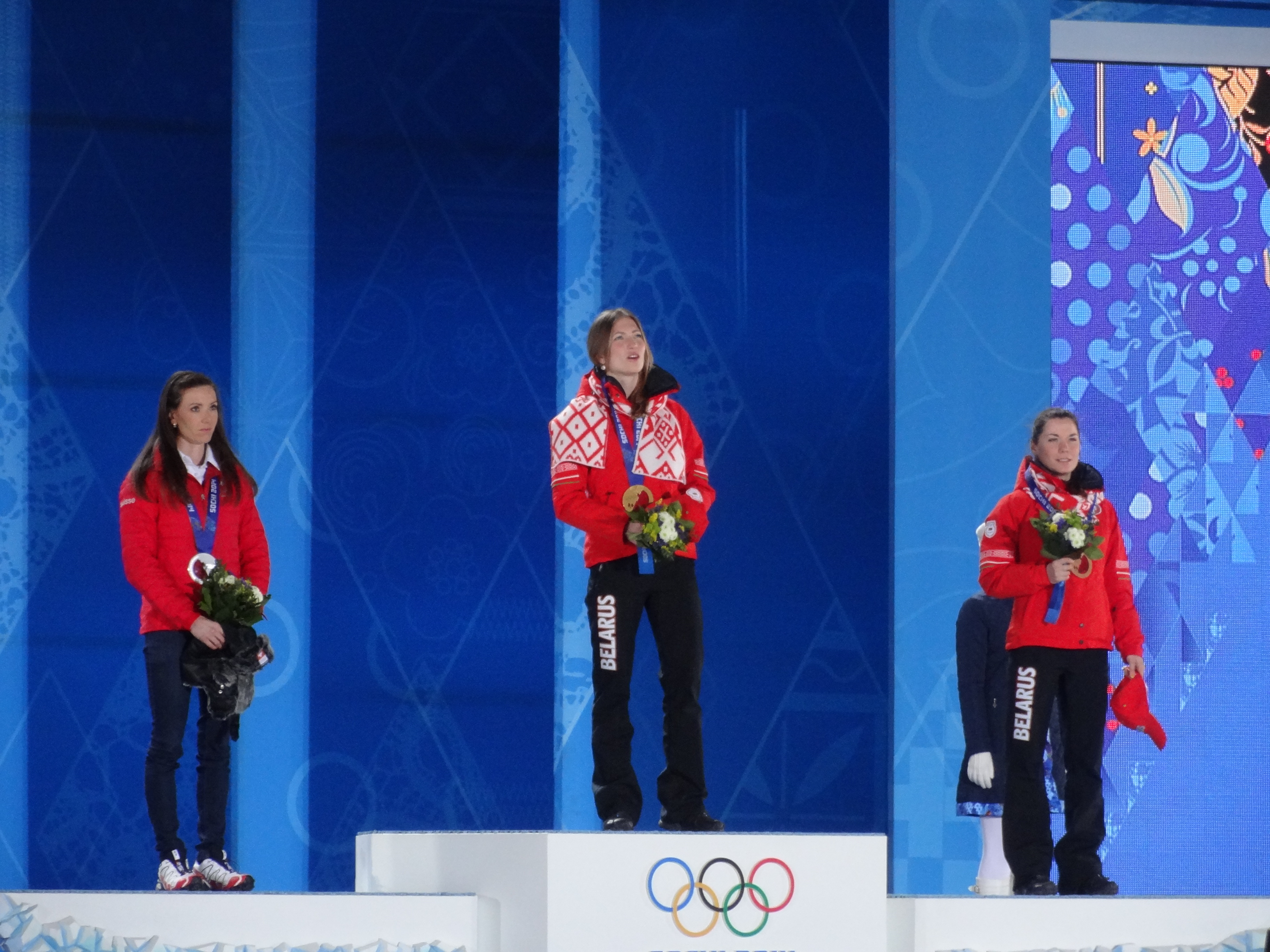
مدال آوران انفرادی زنان

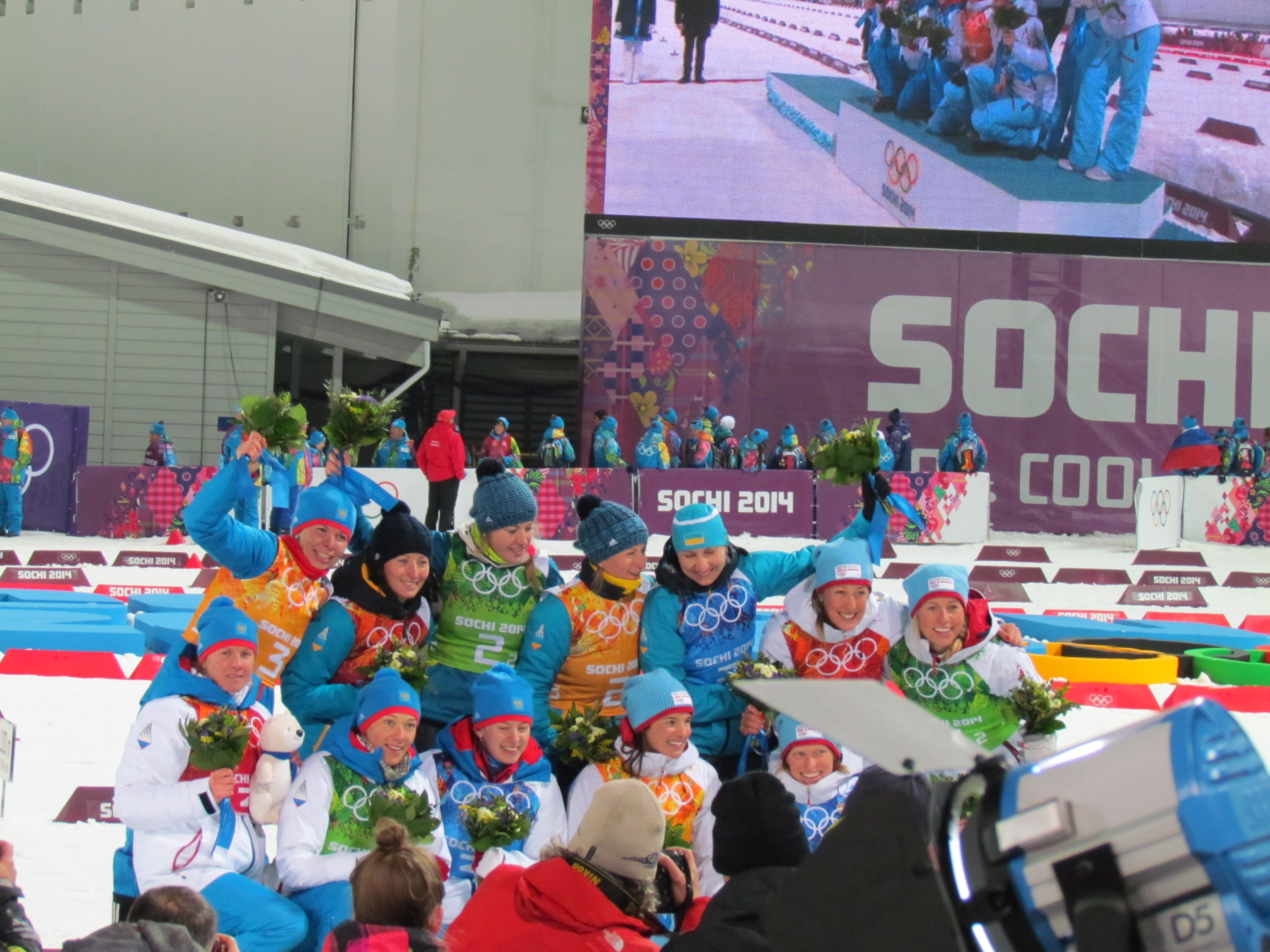
مدال آوران امدادی زنان بیاتلون. تیم روسیه بعداً از مدال خود محروم شد.

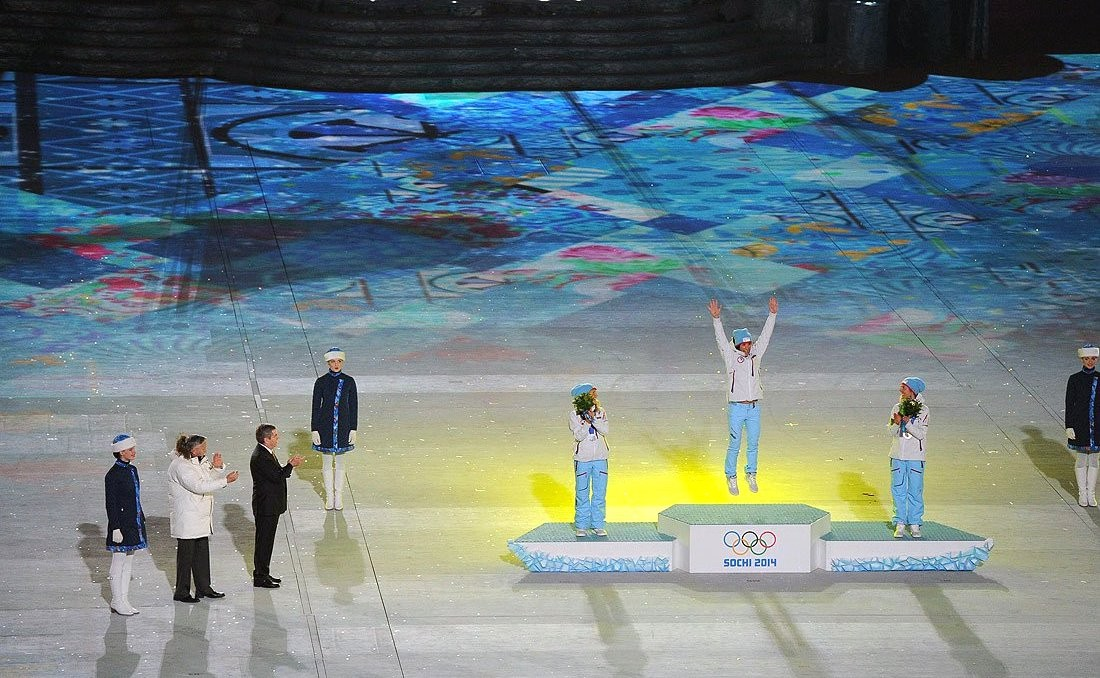
۳۰ کیلومتر شروع دسته جمعی رایگان زنان

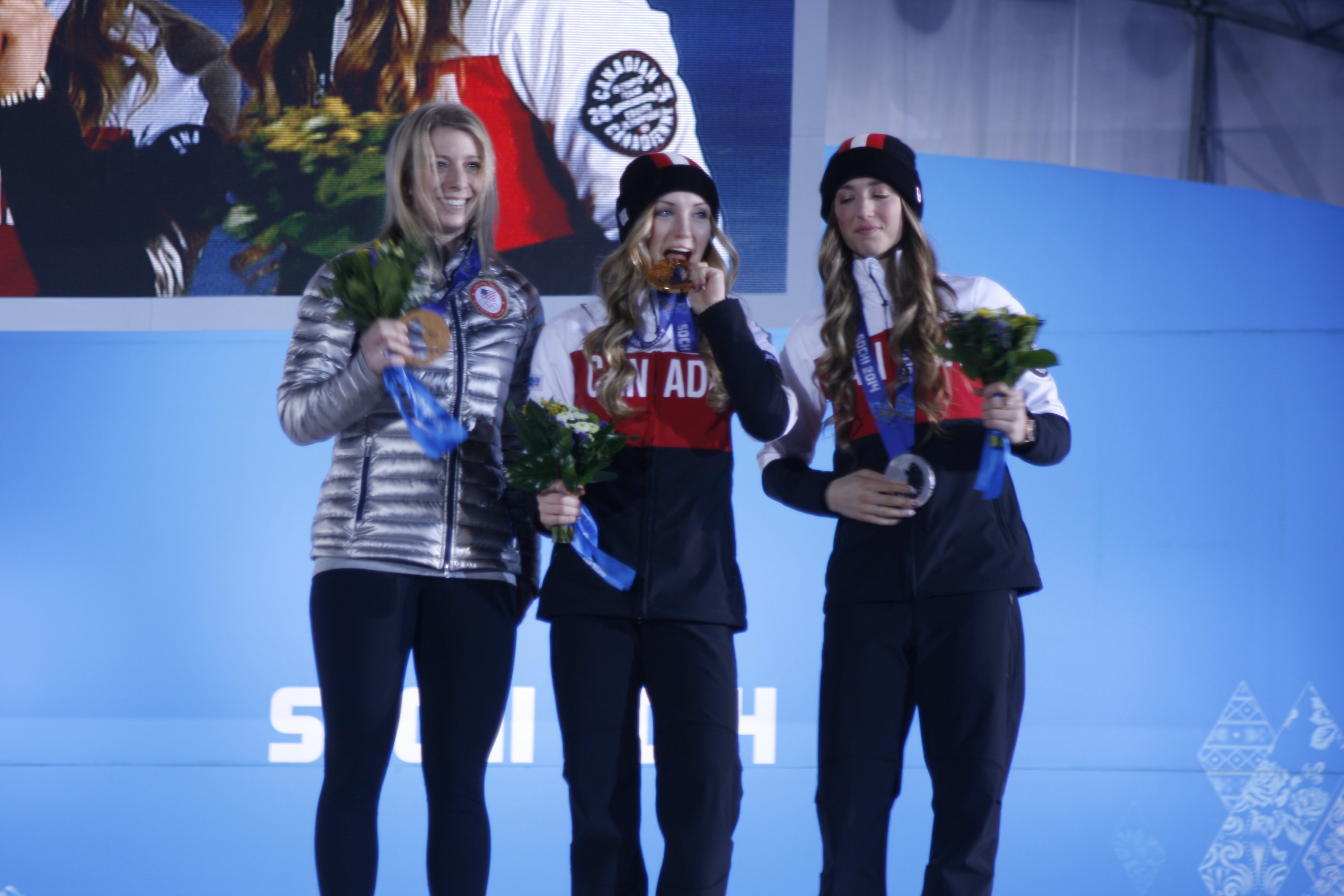
مدال آوران مغول زنان

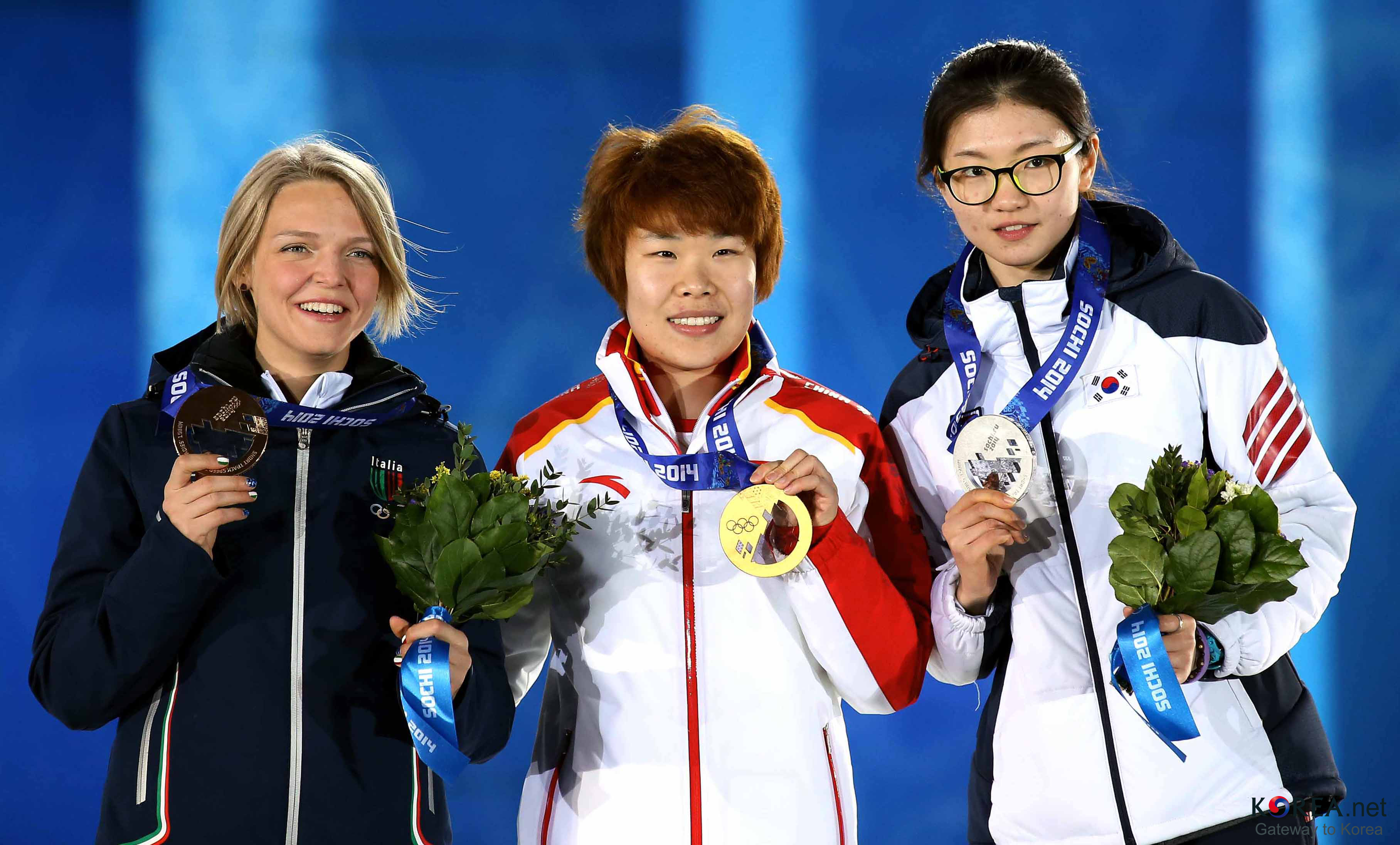
مدال آوران در پیست کوتاه ۱۵۰۰ متری بانوان

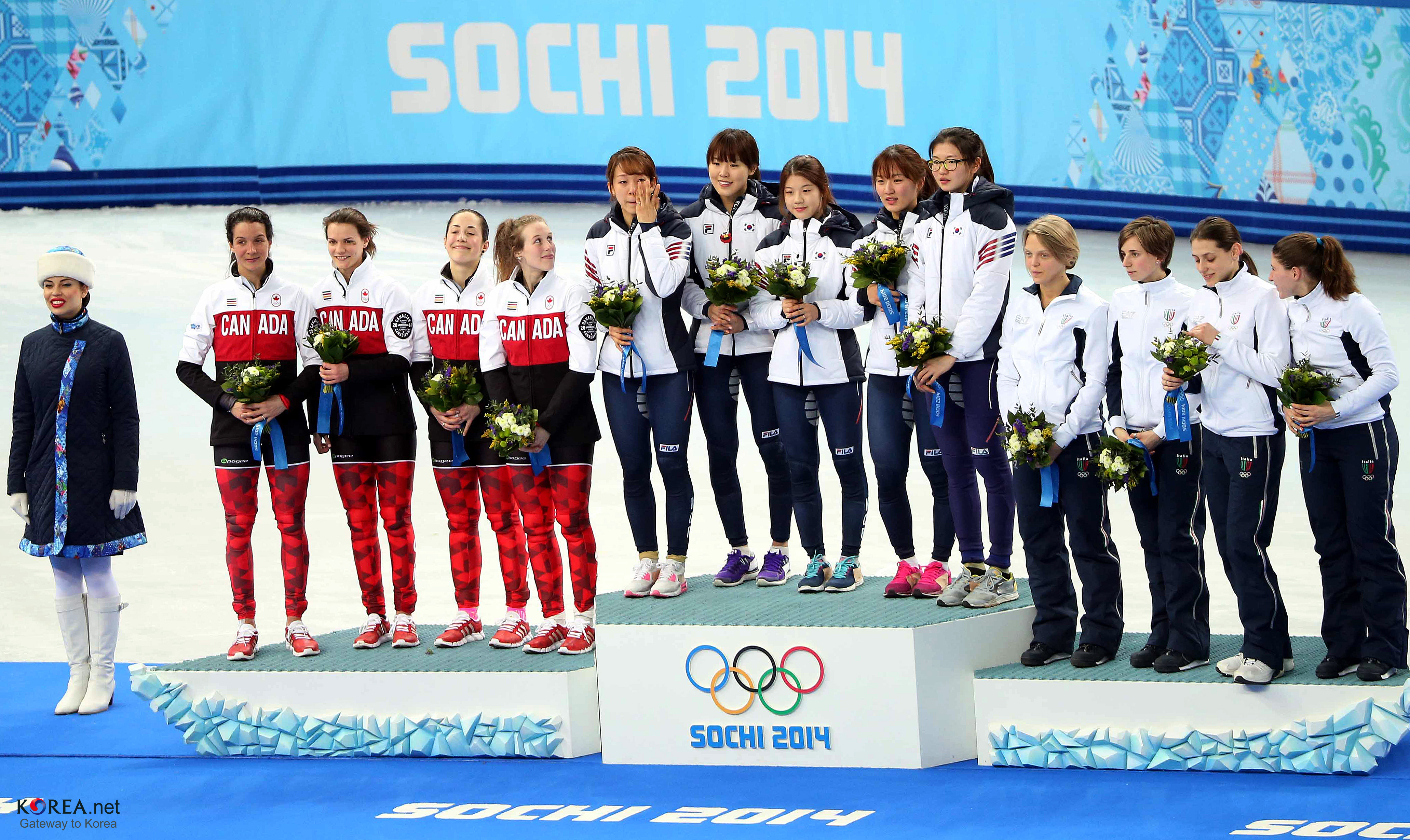
مدال آوران رله دوی کوتاه ۳۰۰۰ متر بانوان

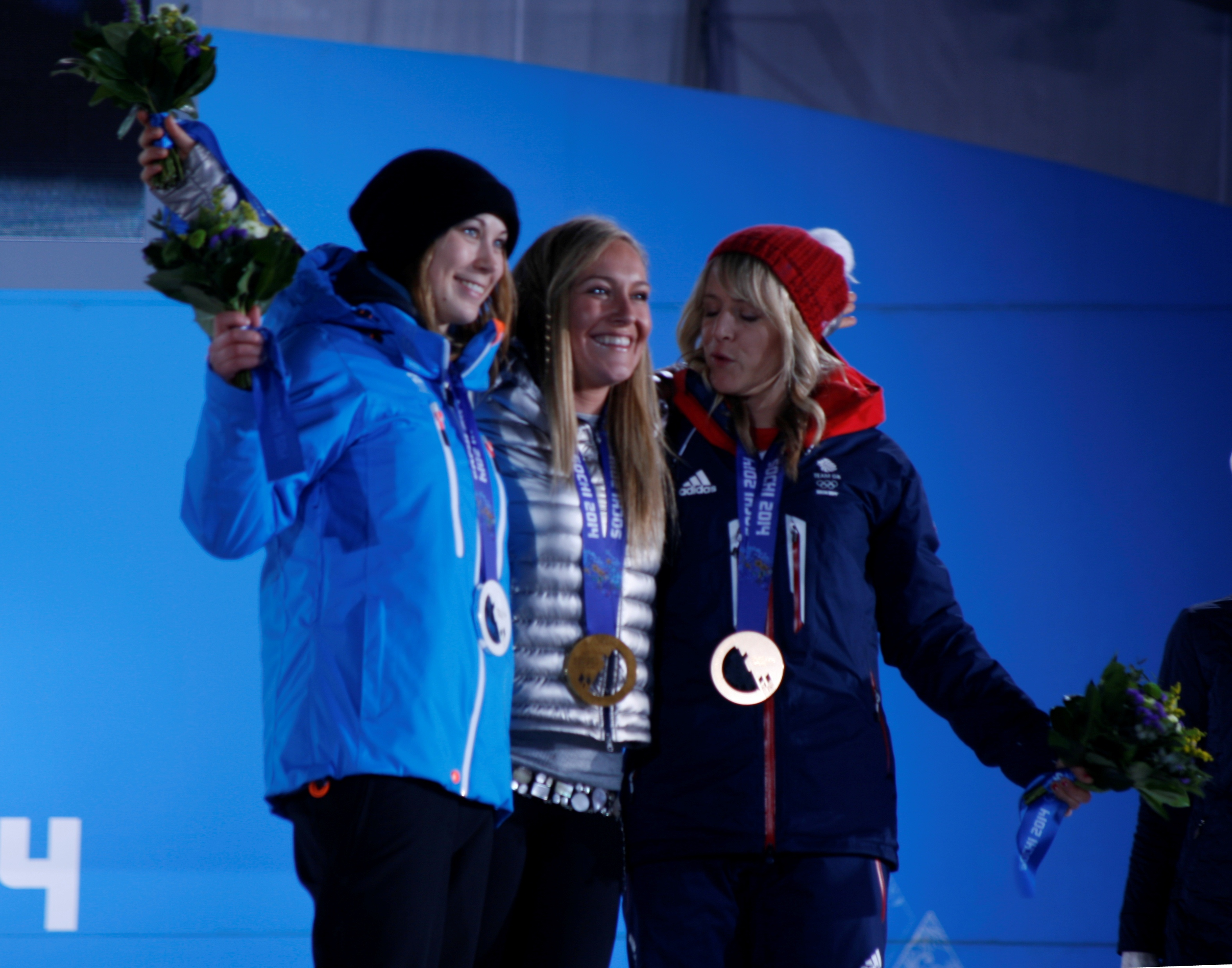
مدال آوران سبک اسلوپ استایل زنان

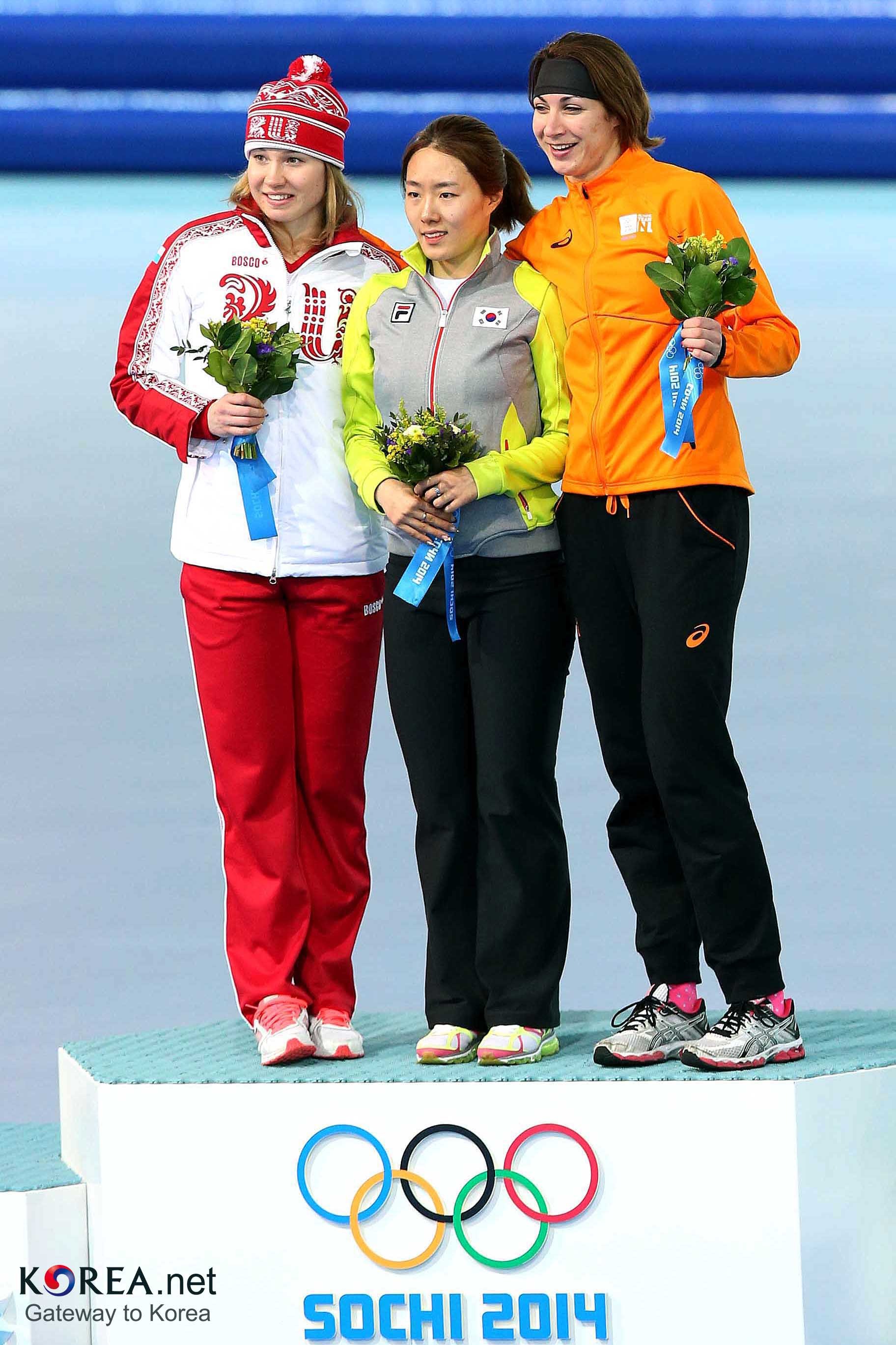
مدال آوران ۵۰۰ متر اسکیت سرعت بانوان. مدال نقره اولگا فاتکولینا از روسیه متعاقباً در ۲۴ نوامبر ۲۰۱۷ توسط IOC از مدال نقره محروم شد، اما CAS مدال را در ۱ فوریه ۲۰۱۸ به او پس داد.

دو مدال طلا، یک مدال به اسلوونی و یک مدال به سوئیس، برای کسب مقام اول در رشته سراشیبی زنان اهدا شد. مدال نقره ای اهدا نشد.
| Event        | طلا                                  | نقره                    | برنز                                |
| Downhill     | دومینیک گیزین · سوئیس                | Not awarded             | لارا گوت بهرامی · سوئیس             |
| Downhill     | تینا مازه · اسلوونی                  | Not awarded             | لارا گوت بهرامی · سوئیس             |
| Super-G      | آنا فایت · اتریش                     | ماریا هوفل-رایش · آلمان | نیکول حسام · اتریش                  |
| Giant slalom | تینا مازه · اسلوونی                  | آنا فایت · اتریش        | ویکتوریا ربنزبورگ · آلمان           |
| Slalom       | میکائلا شیفرین · ایالات متحده آمریکا | ماریس شیلد · اتریش      | کاترین زتل · اتریش                  |
| Combined     | ماریا هوفل-رایش · آلمان              | نیکول حسام · اتریش      | جولیا مانکوسو · ایالات متحده آمریکا |

## بیاتلون

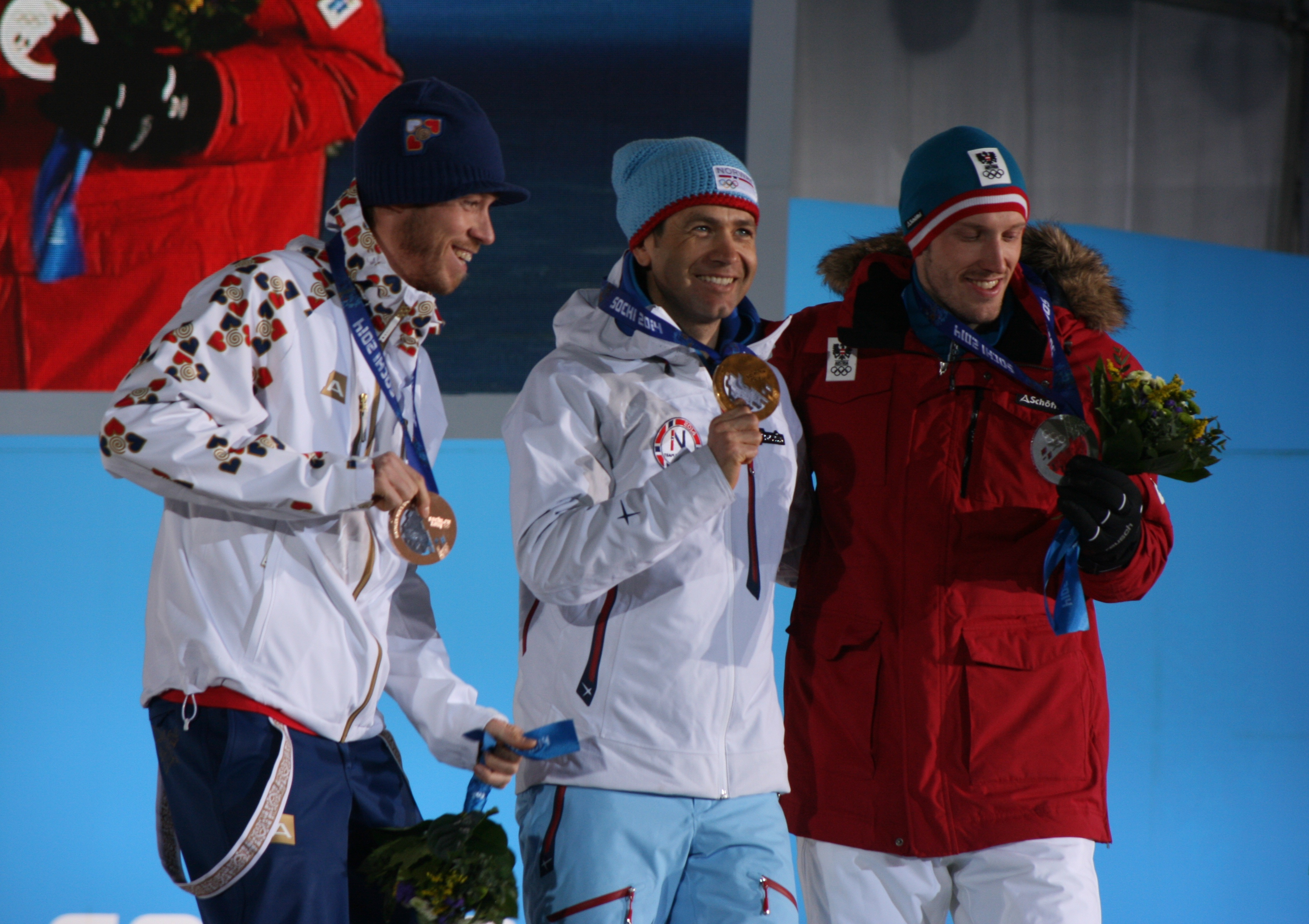
مدال آوران دوی دوی بیاتلون مردان

### رویدادهای مردان
| بازی‌ها     | طلا                                                                            | نقره                                                        | برنز                                                                        |
| Individual | مارتین فورکاد · فرانسه                                                         | اریک لسر · آلمان                                            | اوگنی گارانیچف · روسیه                                                      |
| Sprint     | اوله اینار بیورندالن · نروژ                                                    | دومینیک لاندتینگه · اتریش                                   | یاروسلاف سوکوپ · جمهوری چک                                                  |
| Pursuit    | مارتین فورکاد · فرانسه                                                         | اوندری موراوتس · جمهوری چک                                  | ژان-گیوم بئاتریکس · فرانسه                                                  |
| Mass start | امیل هگل سوندسن · نروژ                                                         | مارتین فورکاد · فرانسه                                      | اوندری موراوتس · جمهوری چک                                                  |
| Relay      | روسیه (RUS) · Alexey Volkov · اوگنی اوستیوگوف · دمیتری مالیشکو · آنتون شیپولین | آلمان (GER) · اریک لسر · دانیل بوم · آرند پایفر · سیمون شمپ | اتریش (AUT) · کریستوف سومان · دانیل مزوتیتچ · سیمون ادر · دومینیک لاندتینگه |

### رویدادهای زنان
| Event      | طلا                                                                          | نقره                         | برنز                                                                         |
| Individual | داریا دومراچوا · بلاروس                                                      | سلینا گاسپارین · سوئیس       | نادژدا اسکاردینو · بلاروس                                                    |
| Sprint     | آناستازیا کوزمینا · اسلواکی                                                  | اولگا ویلوخینا · روسیه       | ویتا سمرنکو · اوکراین                                                        |
| Pursuit    | داریا دومراچوا · بلاروس                                                      | تورا برگر · نروژ             | تجا گرگورین · اسلوونی                                                        |
| Mass start | داریا دومراچوا · بلاروس                                                      | گابریلا کوکالووا · جمهوری چک | تیریل اکوف · نروژ                                                            |
| Relay      | اوکراین (UKR) · ویتا سمرنکو · یولیا دژیما · والنتینا سمرنکو · اولنا پیدروشنا | Vacant                       | نروژ (NOR) · فانی هورن بیرکلند · تیریل اکوف · آن کریستین فلاتلند · تورا برگر |

### رویدادهای ترکیبی

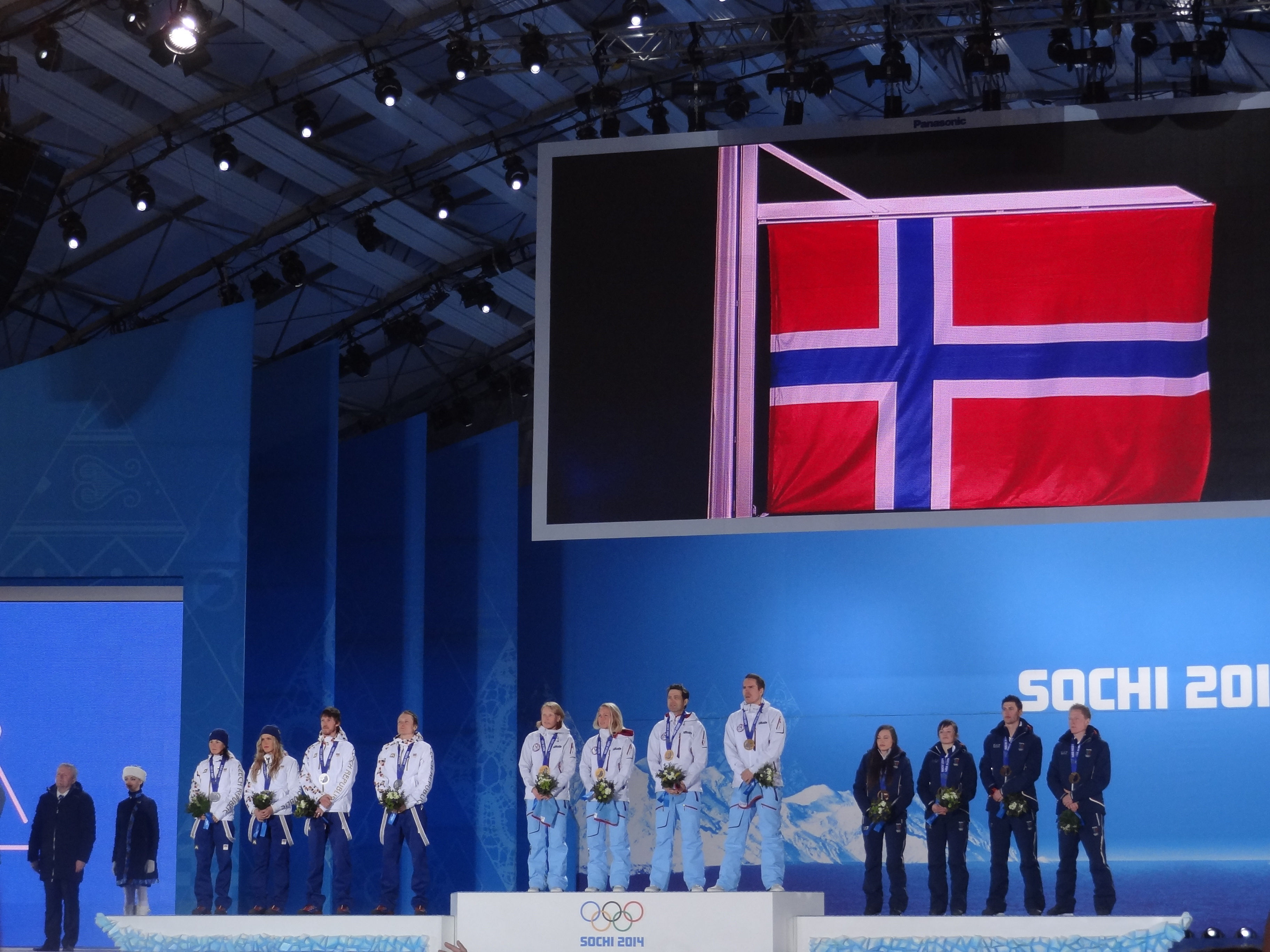
مدال آوران بیاتلون ترکیبی

| بازی‌ها | طلا                                                                          | نقره                                                                                   | برنز                                                                        |
| Relay  | نروژ (NOR) · تورا برگر · تیریل اکوف · اوله اینار بیورندالن · امیل هگل سوندسن | جمهوری چک (CZE) · ورونیکا ویتکووا · گابریلا کوکالووا · یاروسلاف سوکوپ · اوندری موراوتس | ایتالیا (ITA) · دوروتیا ویرر · کارین اوبرهوفر · دومینیک ویندیش · لوکاس هوفر |

## بابسلد

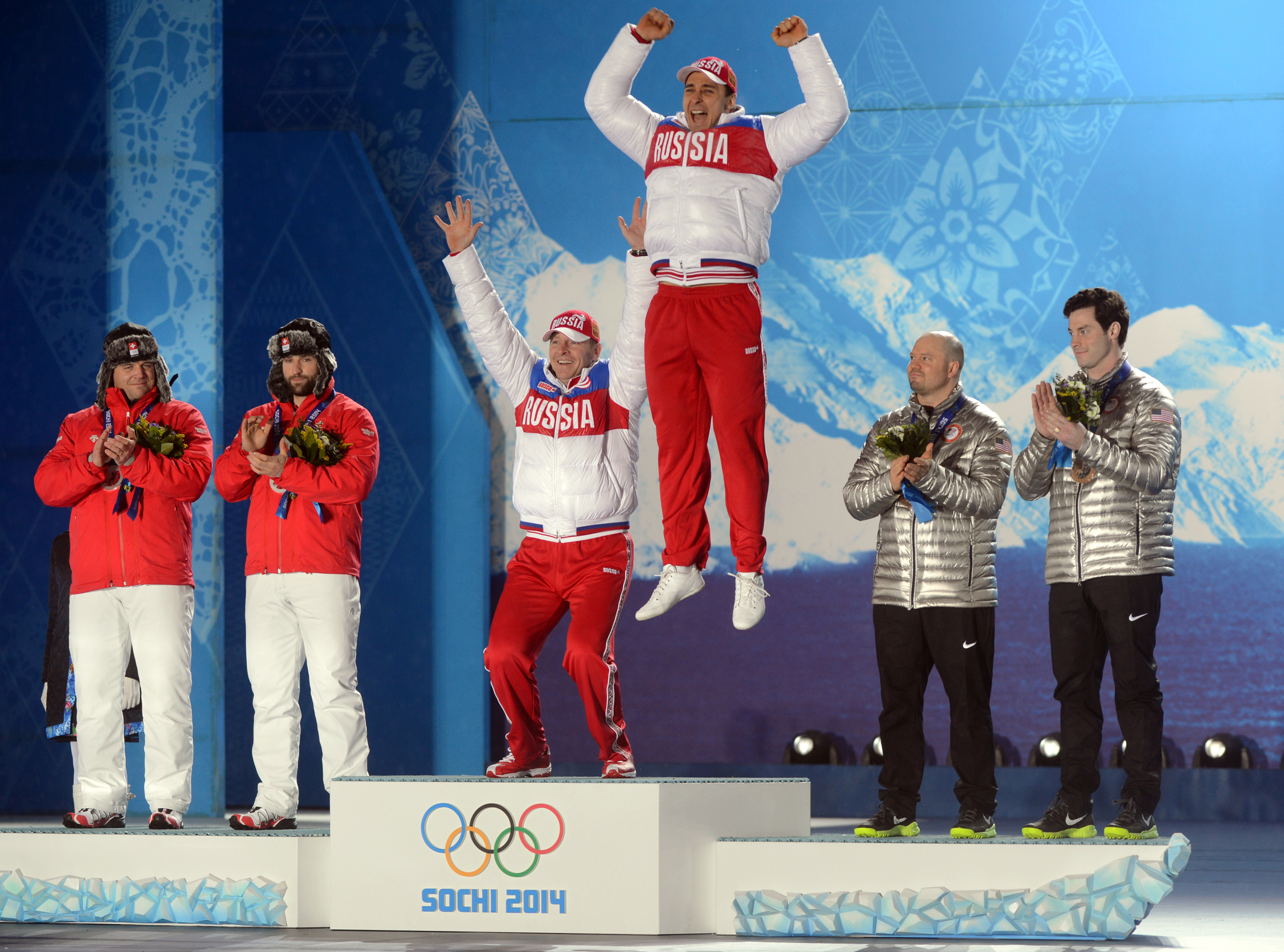
مدال آوران بابسلد دو نفره. هر دو دارنده مدال طلای روسیه در سال ۲۰۱۷ محروم شدند.

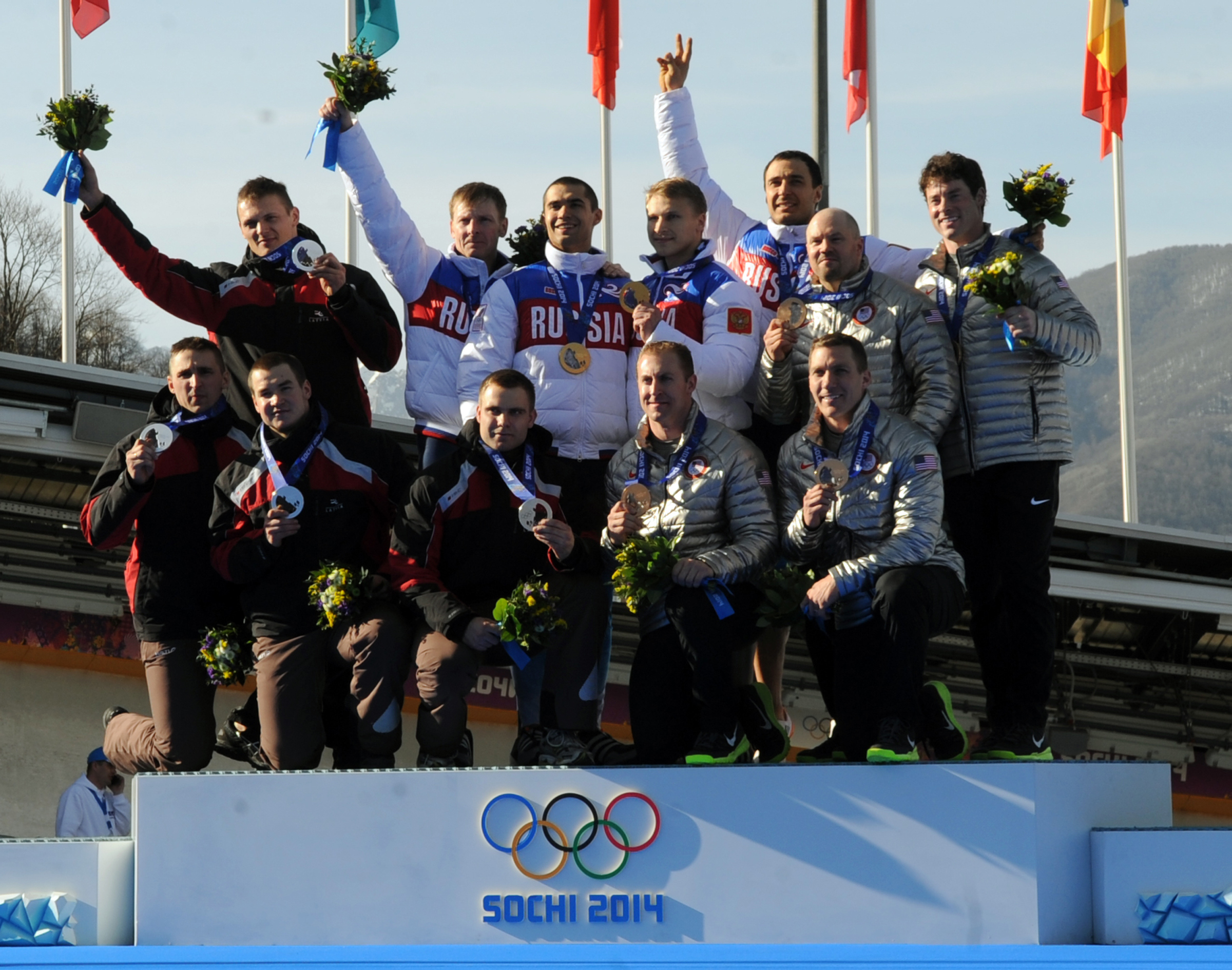
مدال آوران بابسلد چهار نفره. هر چهار دارنده مدال طلای روسیه بعداً به دلیل دوپینگ مجرم شناخته شدند.

| بازی‌ها    | طلا                                                                              | نقره                                                                                          | برنز                                                                           |
| Two-man   | بیت هفتی · and الکس باومن (ورزشکار بابسلد) (SUI)                                 | استیون هولکامب · and استیون لانگتون (USA)                                                     | لتونی (LAT) · اوسکارس ملباردیس · and دومانتس دریسکنس                           |
| Four-man  | لتونی (LAT) · اوسکارس ملباردیس · آرویس ویلکاست · دومانتس دریسکنس · جانیس استرنگا | ایالات متحده آمریکا (USA) · استیون هولکامب · استیون لانگتون · کورتیس توماسویچ · کریستوفر فوگت | بریتانیای کبیر (GBR) · جان جیمز جکسون · استوارت بنسون · بروس تسکر · جوئل فارون |
| Two-woman | کایلی هامفریز · and هتر مویس (CAN)                                               | الانا مایرز · and لارین ویلیامز (USA)                                                         | جیمی گروبل · and آیا ایوانز (USA)                                              |

## اسکی کراس کانتری

### رویدادهای مردان
| بازی‌ها                 | طلا                                                                   | نقره                                                                                       | برنز                                                                           |
| 15 kilometre classical | داریو کولونیا · سوئیس                                                 | یوهان اولسون · سوئد                                                                        | دنیل ریکاردسون · سوئد                                                          |
| 30 kilometre skiathlon | داریو کولونیا · سوئیس                                                 | مارکوس هلنر · سوئد                                                                         | مارتین یونسرود سوندبی · نروژ                                                   |
| 50 kilometre freestyle | الکساندر لگکوف · روسیه                                                | Maxim Vylegzhanin · روسیه                                                                  | ایلیا چرنوسوف · روسیه                                                          |
| 4 × 10 kilometre relay | سوئد (SWE) · لارس نلسون · دنیل ریکاردسون · یوهان اولسون · مارکوس هلنر | روسیه (RUS) · Dmitry Japarov · Alexander Bessmertnykh · الکساندر لگکوف · Maxim Vylegzhanin | فرانسه (FRA) · ژان-مارک گیار · موریس مانیفیکا · روبن دوویار · ایوان پریا بوآتو |
| Sprint                 | اولا ویگن هاتستاد · نروژ                                              | تئودور پیترسون · سوئد                                                                      | امیل یونسون · سوئد                                                             |
| Team sprint            | فنلاند (FIN) · ایو نیسکانن · سمی یاوهویاروی                           | روسیه (RUS) · Maxim Vylegzhanin · نیکیتا کریوکوف                                           | سوئد (SWE) · امیل یونسون · تئودور پیترسون                                      |

### رویدادهای زنان
| بازی‌ها                 | طلا                                                                      | نقره                                                                            | برنز                                                                  |
| 10 kilometre classical | یوستینا کوالچیک · لهستان                                                 | شارلوت کالا · سوئد                                                              | ترسه یوهاو · نروژ                                                     |
| 15 kilometre skiathlon | ماریت بیورگن · نروژ                                                      | شارلوت کالا · سوئد                                                              | هیدی ونگ · نروژ                                                       |
| 30 kilometre freestyle | ماریت بیورگن · نروژ                                                      | ترسه یوهاو · نروژ                                                               | کریستین استورمر استیرا · نروژ                                         |
| 4 × 5 kilometre relay  | سوئد (SWE) · ایدا اینگمارسدوتر · اما ویکن · آنا یانسون هاگ · شارلوت کالا | فنلاند (FIN) · آن کیلونن · آینو-کایسا سارینن · کرتو نیسکانن · کریستا پارماکوسکی | آلمان (GER) · نیکول فسل · اشتفانی بوهلر · کلاودیا نیستاد · دنیس هرمان |
| Sprint                 | مایکن کاسپرشن فالا · نروژ                                                | اینویلد فلوگستاد اوستبر · نروژ                                                  | وسنا فاجان · اسلوونی                                                  |
| Team sprint            | نروژ (NOR) · اینویلد فلوگستاد اوستبر · ماریت بیورگن                      | فنلاند (FIN) · آینو-کایسا سارینن · کرتو نیسکانن                                 | سوئد (SWE) · ایدا اینگمارسدوتر · استینا نیلسون                        |

## کرلینگ
| بازی‌ها | طلا                                                                                         | نقره | برنز                                                                                           |
| Men    | کانادا (CAN) · برد جیکوبز (ورزشکار) · رایان فرای · ارنست هارندن · رایان هارندن · کالب فاکسی | بریتانیای کبیر (GBR) · دیوید مورداک · گرگ دراموند · اسکات اندروز (کورلر) · مایکل گودفلو (ورزشکار کرلینگ) · تام بروستر | سوئد (SWE) · نیکلاس ادین · سباستین کراوپ · فردریک لیندبرگ · ویکتور کیول · اسکار اریکسون        |
| Women  | کانادا (CAN) · جنیفر جونز (ورزشکار) · کیتلین لاوس · جیل افیسر · داون مک‌اون · دیوار کریستین  | سوئد (SWE) · مارگارتا سیگفریدسون · ماریا ونرستروم · کریستینا برتروپ · ماریا پریتز · آنس کنوکنهاور                     | بریتانیای کبیر (GBR) · ایو مورهد · آنا اسلون · ویکی چالمرز · کلر همیلتون (کورلر) · Lauren Gray |

## اسکیت نمایشی
| بازی‌ها          | طلا | نقره | برنز |
| Men's singles   | یوزورو هانیو (JPN) | پاتریک چن (CAN) | دنیس تن (KAZ) |
| Ladies' singles | آدلینا سوتنیکووا (RUS) | یونا کیم (KOR) | کارولینا کوستنر (ITA) |
| Pair skating    | تاتیانا وولوسوژار · and ماکسیم ترانکوف (RUS) | سنیا ستولبووا · and فدور کلیموف (RUS) | آلیونا ساوچنکو · and رابین سالکووی (GER) |
| Ice dancing     | مریل دیویس · and چارلی وایت (اسکیت‌باز نمایشی) (USA) | تسا ویرچیو · and اسکات مویر (CAN) | النا ایلینیخ · and نیکیتا کاتسالاپوف (RUS) |
| Team trophy     | روسیه (RUS) · یوگنی پلوشنکو · یولیا لیپنیتسکایا · سنیا ستولبووا / فدور کلیموف** · النا ایلینیخ / نیکیتا کاتسالاپوف** · تاتیانا وولوسوژار / ماکسیم ترانکوف* · اکاترینا بوبرووا / دمیتری سولوویف* | کانادا (CAN) · کوین رینولدز (ورزشکار)** · کاتلین آسموند · کیرستن مور-بردز / دیلن موسکوویچ** · تسا ویرچیو / اسکات مویر · پاتریک چن* · مگان دوهامل / اریک ردفورد* | ایالات متحده آمریکا (USA) · جیسون براون (ورزشکار)** · گریسی گلد** · ماریسا کاستلی / سیمون شناپیر · مریل دیویس / چارلی وایت (اسکیت‌باز نمایشی) · جرمی ابوت* · اشلی واگنر* |

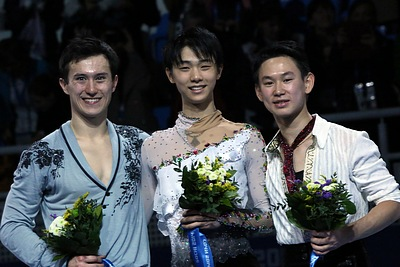
مدال آوران انفرادی مردان

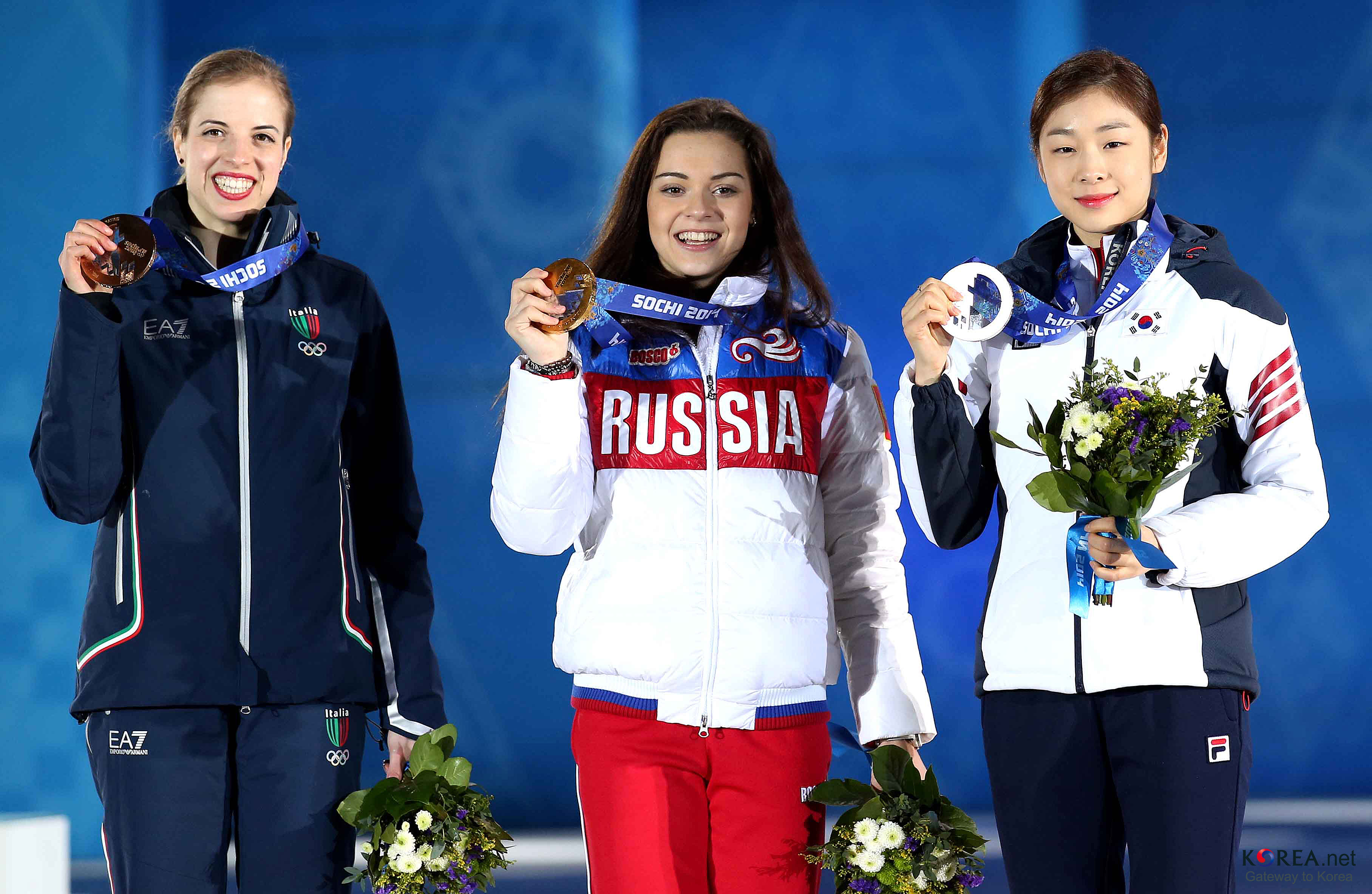
مدال آوران انفرادی بانوان

*نشان دهنده ورزشکار (هایی) است که فقط در برنامه کوتاه/رقص شرکت کرده‌اند.
** نشان می‌دهد که ورزشکار یا ورزشکاران فقط در برنامه/رقص طولانی شرکت کرده‌اند.

## اسکی نمایشی

### رویدادهای مردان
| بازی‌ها     | طلا                                | نقره                              | برنز                           |
| aerials    | آنتون کوشنیر · بلاروس              | دیوید موریس (اسکی باز) · استرالیا | جیا زونگ یانگ · چین            |
| halfpipe   | دیوید وایز · ایالات متحده آمریکا   | مایک ریدل · کانادا                | کوین رولان · فرانسه            |
| moguls     | الکساندر بیلدو · کانادا            | میکائل کینگزبری · کانادا          | الکساندر اسمیشلیایف · روسیه    |
| slopestyle | جاس کریستنسن · ایالات متحده آمریکا | گاس کنورثی · ایالات متحده آمریکا  | نیک گوپر · ایالات متحده آمریکا |
| ski cross  | ژان-فردریک شاپوئی · فرانسه         | آرنو بوولنتا · فرانسه             | ژوناتان میدول · فرانسه         |

### رویدادهای زنان
| بازی‌ها     | طلا                             | نقره                             | برنز                            |
| aerials    | آلا سوپر · بلاروس               | خو منگتائو · چین                 | لیدیا لاسیلا · استرالیا         |
| halfpipe   | مدی بومان · ایالات متحده آمریکا | ماری مارتینو · فرانسه            | آیانا اونوزوکا · ژاپن           |
| moguls     | جاستین دوفور · کانادا           | کلوئه دوفور-لاپوینت · کانادا     | هانا کرنی · ایالات متحده آمریکا |
| slopestyle | دارا هاول · کانادا              | دوین لوگان · ایالات متحده آمریکا | کیم لامار · کانادا              |
| ski cross  | ماریل تامپسون · کانادا          | کلسی سروا · کانادا               | آنا هولموند · سوئد              |

## هاکی روی یخ

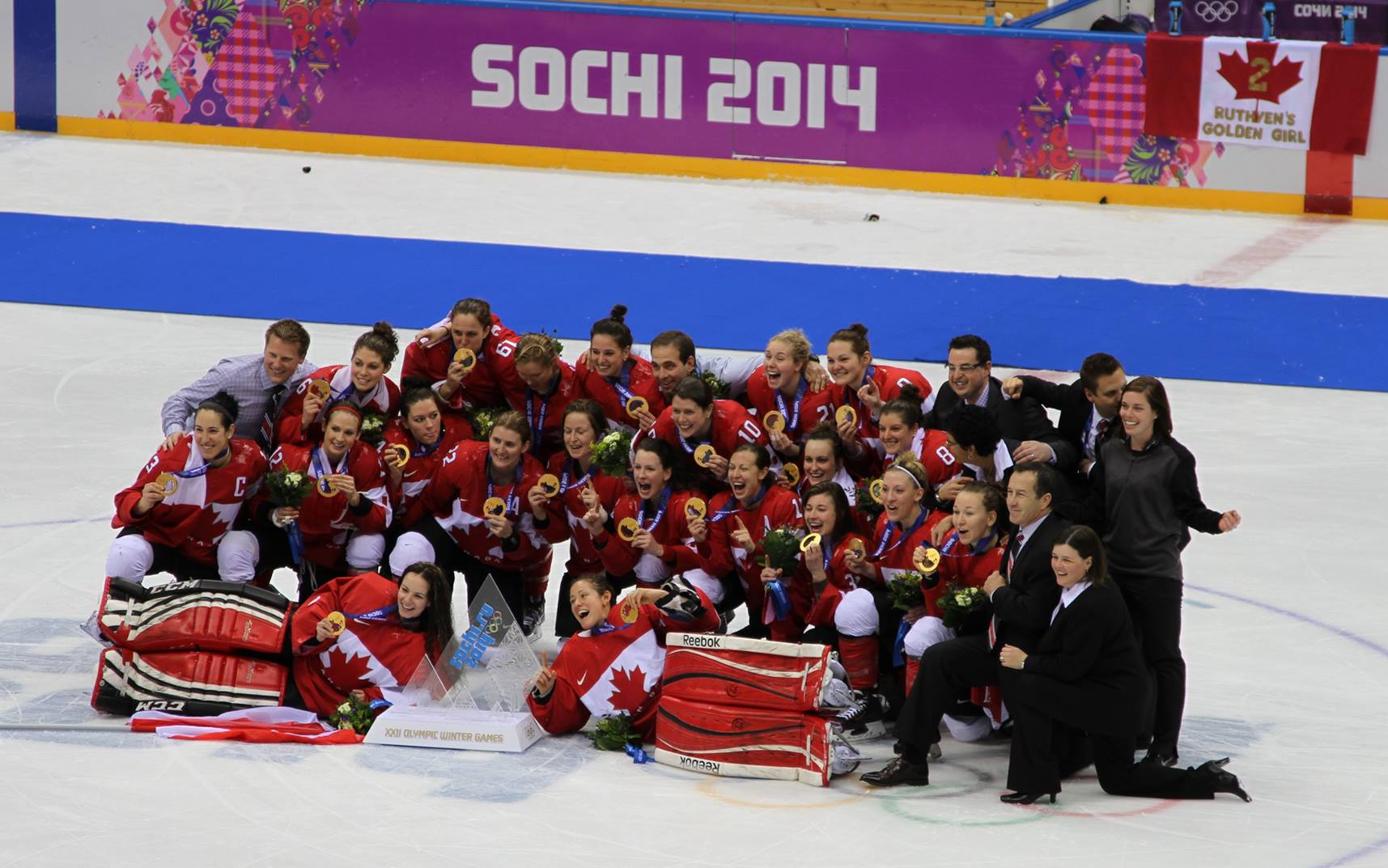
تیم مدال طلای زنان کانادا

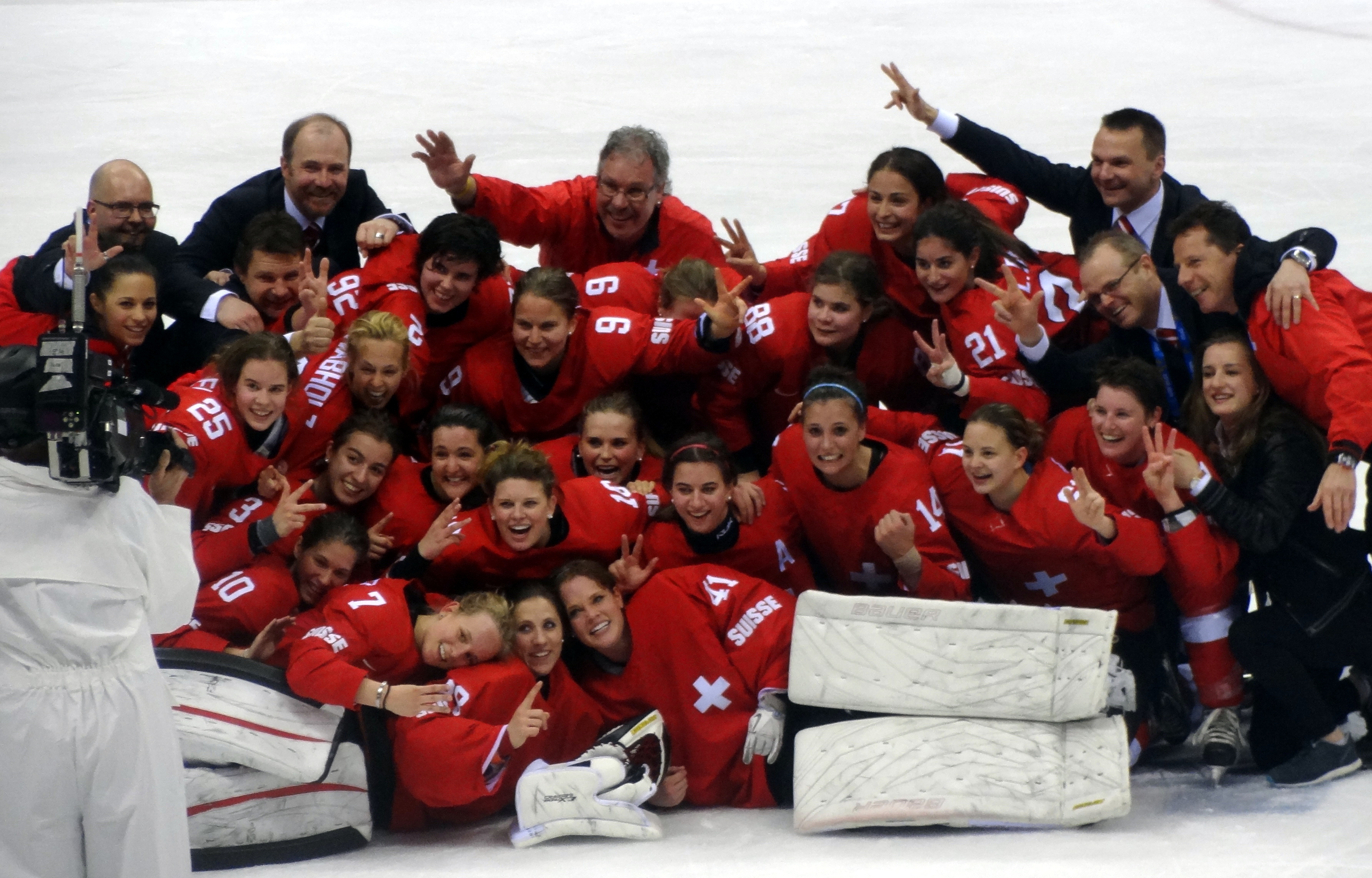
تیم مدال برنز زنان سوئیس

| بازی‌ها             | طلا | نقره | برنز |
| Men's tournament   | کانادا (CAN) · جیمی بن · پاتریس برژرون · جی بومیستر · جف کارتر · سیدنی کراسبی · درو داتی · مت دوشن · رایان گتزلاف · دن همهیوس · دانکن کیت · کریس کونیتز · رابرتو لونگو · پاتریک مارلو · ریک نش · کوری پری · الکس پیترانجلو · کری پرایس · پاتریک شارپ · مایک اسمیت (بازیکن هاکی روی یخ) · مارتین سنت. لوئیس · پی. کی. سوبان · جان تاورز · جاناتان تیز · مارک-ادوار ولاشیچ · شی وبر | سوئد (SWE) · دانیل آلفردسون · نیکلاس باکستروم · پاتریک برگلوند · الکساندر ادلر · الیور اکمن-لارسون · یوناس انروت · جیمی اریکسون · جاناتان اریکسون · لوی اریکسون · یوناس گوستاوسون · کارل هاگلین · نیکلاس هیلمارسون · Marcus Johansson · اریک کارلسون · نیکلاس کرونوال · مارکوس کروگر · گابریل لاندسکوگ · هنریک لوندکویست · گوستاو نایکوئیست · یانی اودیا · دنیل سدین · یاکوب سیلفوربرگ · الکساندر استین · هنریک تالین · هنریک زتبری | فنلاند (FIN) · جوهماتی التونن · الکساندر بارکوف · مایکل گرانلوند · یوسو هیتانن · یارکو ایمونن · یوسی یوکینن · اولی یوکینن · لئو کوماروف · سامی لپیپو · پتری کنتیولا · لاوری کورپیکوسکی · لاسه کوکونن · جوری لترا · کری لتونن · اولی امتا · Antti Niemi · آنتی پیلهستروم · تووکا راسک · تومو روتو · ساکاری سلمینن · سامی سالو · تیمو سلانه · کیمو تیمونن · اوسی وانن · سامی واتانن |
| Women's tournament | کانادا (CAN) · مگان آگوستا · جیلیان اپس · ملودی دوست · لارا فورتینو · جاینا هفورد · هیلی اروین · برایان جنر · ربکا جانستون · شارلین لبونته · ژنوی‌یو لکس · ژوسلین لروک · مگن میکلسون · کارولین اوئلت · ماری-فیلیپ پولان · لورین روژو · ناتالی اسپونر · شانون سابادوش · جن ویکفیلد · کاترین وارد · تارا واتچورن · هیلی ویکنهیسر                                                     | ایالات متحده آمریکا (USA) · کیسی بلامی · مگان بوژک · الکساندرا کارپنتر · جولی چو · کندال کوین · بریانا دکر · مگان دوگان · لیندزی فرای · آماندا کسل · هیلاری نایت · جاسلین لامورو-دیویدسون · مونیک لامورو · جیجی ماروین · بریان مک‌لولین · میشل پیکارد · ژوزفین پوچی · مالی شاه · ان اشلپر · دلی استک · لی استکلاین · جسی وتر | سوئیس (SUI) · جنین الدر · لیویا التمن · سوفی انتاماتن · لورا بنز · سارا بنز · نیکول بولو · رامی اگمان · سارا فورستر · آنجلا فروتچی · جسیکا لوتز · جولیا مارتی · استفانی مارتی · آلینا مولر · کاترین نبهولتس · اویلینا راسلی · فلورانس شلینگ · لارا استالدر · فیبی استنتس · آنجا استیفل · ساندرا تالمان · نینا وایداچر                                                             |

## لژسواری

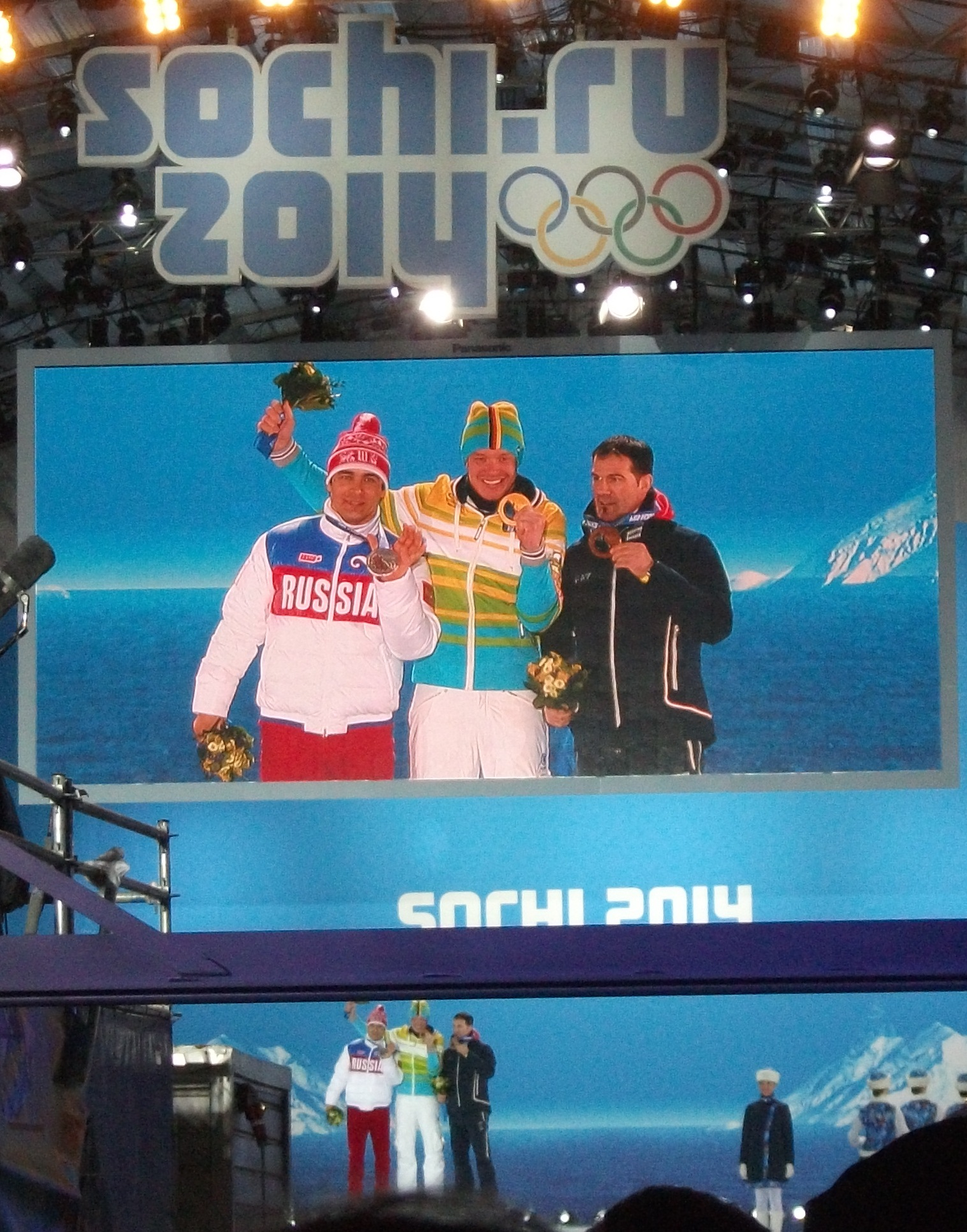
دارندگان مدال انفرادی مردان لژسواری

| بازی‌ها          | طلا                                                                    | نقره                                                                                  | برنز                                                                     |
| Men's singles   | فلیکس لوخ · آلمان                                                      | آلبرت دمچنکو · روسیه                                                                  | آرمین زوگلر · ایتالیا                                                    |
| Women's singles | ناتالی گایزنبرگر · آلمان                                               | تاتیانا هوفنر · آلمان                                                                 | ارین هملین · ایالات متحده آمریکا                                         |
| Doubles         | توبیاس وندل · and توبیاس آرلت (GER)                                    | آندریاس لینگر · and ولفگانگ لینگر (AUT)                                               | آندریس شیتس · and یوریس شیتس (LAT)                                       |
| Team relay      | آلمان (GER) · ناتالی گایزنبرگر · فلیکس لوخ · توبیاس وندل · توبیاس آرلت | روسیه (RUS) · Tatiana Ivanova · آلبرت دمچنکو · Alexander Denisyev · Vladislav Antonov | لتونی (LAT) · ایلیزا کائوتسه · مارتینش روبنیس · آندریس شیتس · یوریس شیتس |

## نوردیک ترکیبی
| بازی‌ها                   | طلا                                                                 | نقره                                                                      | برنز                                                                    |
| large hill/10 km         | یورگن گراباک · نروژ                                                 | مانوس موان · نروژ                                                         | فابیان ریسله · آلمان                                                    |
| normal hill/10 km        | اریک فرنتزل · آلمان                                                 | آکیتو واتابه · ژاپن                                                       | مانوس کروگ · نروژ                                                       |
| Team large hill/4 × 5 km | نروژ (NOR) · مانوس موان · هووارد کلمتسن · مانوس کروگ · یورگن گراباک | آلمان (GER) · اریک فرنتزل · بیورن کیرشایزن · یوهانس رایدزک · فابیان ریسله | اتریش (AUT) · کریستوف بایلر · برنهارد گروبر · لوکاس کلاپفر · ماریو شتخر |

## اسکیت سرعت مسیر کوتاه

### رویدادهای مردان
| بازی‌ها           | طلا                                                                              | نقره                                                                               | برنز                                                       |
| 500 metres       | آهن هیون-سو · روسیه                                                              | وو داجینگ · چین                                                                    | شارل کورنویر · کانادا                                      |
| 1000 metres      | آهن هیون-سو · روسیه                                                              | ولادیمیر گریگورف · روسیه                                                           | سوینکی کنگت · هلند                                         |
| 1500 metres      | چارلز هملین · کانادا                                                             | هان تیانیو · چین                                                                   | آهن هیون-سو · روسیه                                        |
| 5000 metre relay | روسیه (RUS) · آهن هیون-سو · سمیون الیستراتوف · ولادیمیر گریگورف · روسلان زاخاروف | ایالات متحده آمریکا (USA) · ادی آلوارس · جی. ار. سلسکی · کریس کرولینگ · جردن مالون | چین (CHN) · چن دکوان · هان تیانیو · شی جینگنان · وو داجینگ |

### رویدادهای زنان
| بازی‌ها           | طلا                                                                                  | نقره                                                                           | برنز                                                                          |
| 500 metres       | لی جیانرو · چین                                                                      | آریانا فونتانا · ایتالیا                                                       | پارک سونگ-هی · کره جنوبی                                                      |
| 1000 metres      | پارک سونگ-هی · کره جنوبی                                                             | فان کازین · چین                                                                | شیم سوک-هی · کره جنوبی                                                        |
| 1500 metres      | ژو یانگ (اسکیت‌باز سرعت) · چین                                                        | شیم سوک-هی · کره جنوبی                                                         | آریانا فونتانا · ایتالیا                                                      |
| 3000 metre relay | کره جنوبی (KOR) · شیم سوک-هی · پارک سونگ-هی · کیم آ-لانگ · کونگ سانگ-جونگ · چو ها-ری | کانادا (CAN) · ماری-ایو درولت · جسیکا هیویت · والری مالتایی · ماریانه سنت-گلیس | ایتالیا (ITA) · آریانا فونتانا · لوسیا پرتی · مارتینا والسپینا · النا ویویانی |

## اسکلتون
| بازی‌ها  | طلا                                     | نقره                                 | برنز                              |
| Men's   | الکساندر ترتیاکوف (اسکلتون‌سوار) · روسیه | مارتینس دوکورس · لتونی               | متیو آنتوین · ایالات متحده آمریکا |
| Women's | لیزی یارنولد · بریتانیای کبیر           | نوئل پیکوس-پیس · ایالات متحده آمریکا | Elena Nikitina · روسیه            |

## اسکی پرش
| بازی‌ها                         | طلا                                                                     | نقره                                                                           | برنز                                                                 |
| Men's individual normal hill   | کامیل استوخ · لهستان                                                    | پیتر پرئوتس · اسلوونی                                                          | آنش باردا · نروژ                                                     |
| Men's individual large hill    | کامیل استوخ · لهستان                                                    | نوریاکی کاسای · ژاپن                                                           | پیتر پرئوتس · اسلوونی                                                |
| Men's team large hill          | آلمان (GER) · آندریاس وانک · مارینوس کراوس · آندرس ولینگر · سورین فروند | اتریش (AUT) · مایکل هایبوک · توماس مورگنشترن · توماس دیتهارت · گرگور شلیرنزاور | ژاپن (JPN) · رئوهی شیمیزو · تاکو تاکوچی · دایکی ایتو · نوریاکی کاسای |
| Women's individual normal hill | کارینا فوگت · آلمان                                                     | دانیلا ایراشکو-اشتیوتز · اتریش                                                 | کولین ماتل · فرانسه                                                  |

## اسنوبورد

### رویدادهای مردان
| بازی‌ها                | طلا                                | نقره                    | برنز                              |
| parallel slalom       | ویک ویلد · روسیه                   | شان کوشیر · اسلوونی     | بنیامین کارل · اتریش              |
| parallel giant slalom | ویک ویلد · روسیه                   | نوین گالمارینی · سوئیس  | شان کوشیر · اسلوونی               |
| halfpipe              | ایوری پودلاتچیکوف · سوئیس          | ایومو هیرانو · ژاپن     | تاکو هیراکا · ژاپن                |
| slopestyle            | سیج کوتسنبرگ · ایالات متحده آمریکا | استول استانبک · نروژ    | مارک مک‌موریس · کانادا             |
| snowboard cross       | پیر ولتیه · فرانسه                 | نیکولای اولینین · روسیه | الکس دیبولد · ایالات متحده آمریکا |

### رویدادهای زنان
| بازی‌ها                | طلا                                              | نقره                   | برنز                                  |
| parallel slalom       | یولیا دویمویتس · اتریش                           | آنکه کارستنز · آلمان   | آملی کوبر · آلمان                     |
| parallel giant slalom | پاتریتزیا کومر · سوئیس                           | توموکا تاکوچی · ژاپن   | آلنا زاوارزینا · روسیه                |
| halfpipe              | کیتلین فرینگتون · ایالات متحده آمریکا            | تورا برایت · استرالیا  | کلی کلارک · ایالات متحده آمریکا       |
| slopestyle            | جیمی اندرسون (اسنوبردسوار) · ایالات متحده آمریکا | انی روکایاروی · فنلاند | جنی جونز (اسنوبوردر) · بریتانیای کبیر |
| snowboard cross       | اوا سامکووا · جمهوری چک                          | دومینیک مالتی · کانادا | کلوئه ترسپوش · فرانسه                 |

## اسکیت سرعتی

### رویدادهای مردان
| بازی‌ها       | طلا                                               | نقره                                                       | برنز                                                                          |
| 500 metres   | میشل مولدر · هلند                                 | یان اسمیکنز · هلند                                         | رونالد مولدر · هلند                                                           |
| 1000 metres  | استفان خروتویس · هلند                             | دنی موریسون · کانادا                                       | میشل مولدر · هلند                                                             |
| 1500 metres  | زبیگنیف بروتکا · لهستان                           | کون فروی · هلند                                            | دنی موریسون · کانادا                                                          |
| 5000 metres  | اسون کرامر · هلند                                 | یان بلوکویسن · هلند                                        | یوریت برخسما · هلند                                                           |
| 10000 metres | یوریت برخسما · هلند                               | اسون کرامر · هلند                                          | بوب ده یون · هلند                                                             |
| Team pursuit | هلند (NED) · یان بلوکویسن · اسون کرامر · کون فروی | کره جنوبی (KOR) · جو هیونگ-جون · کیم چول-مین · لی سونگ-هون | لهستان (POL) · زبیگنیف بروتکا · کنراد نگچویچکی · یان زیمگنسکی (اسکیت‌باز سرعت) |

### رویدادهای زنان
| بازی‌ها       | طلا                                                                  | نقره                                                                                          | برنز                                                                          |
| 500 metres   | لی سانگ-هوا · کره جنوبی                                              | Olga Fatkulina · روسیه                                                                        | مارخوت بوئر · هلند                                                            |
| 1000 metres  | ژانگ هونگ (اسکیت‌باز سرعت) · چین                                      | آیرین وست · هلند                                                                              | مارخوت بوئر · هلند                                                            |
| 1500 metres  | یورن تر مورس · هلند                                                  | آیرین وست · هلند                                                                              | لوته فان بیک · هلند                                                           |
| 3000 metres  | آیرین وست · هلند                                                     | مارتینا سابلیکووا · جمهوری چک                                                                 | اولگا گراف · روسیه                                                            |
| 5000 metres  | مارتینا سابلیکووا · جمهوری چک                                        | آیرین وست · هلند                                                                              | کاریان کلیبوکر · هلند                                                         |
| Team pursuit | هلند (NED) · یورن تر مورس · ماریت لینسترا · آیرین وست · لوته فان بیک | لهستان (POL) · کاتارزینا باخلدا-سایروس · ناتالیا چروونکا · لویزا زووتکوفسکا · کاتاژنا ووژنیاک | روسیه (RUS) · اولگا گراف · یکاترینا لوبیشوا · یولیا اسکوکووا · یکاترینا شیخوا |